# Liste der Garmin-Produkte
Dies ist eine Liste von Produkten der Garmin Ltd., eines amerikanischen Unternehmens mit Hauptsitz in Schaffhausen in der Schweiz. Garmin stellt Geräte für mobile Navigation, GPS-Satellitenkommunikation, Smartwatches und Multisportuhren her. Die Liste ist nach Kategorien sortiert. Aktuelle Modelle (Stand September 2023) sind grün und ältere Modelle grau hinterlegt.

## Smartwatches & Sportprodukte

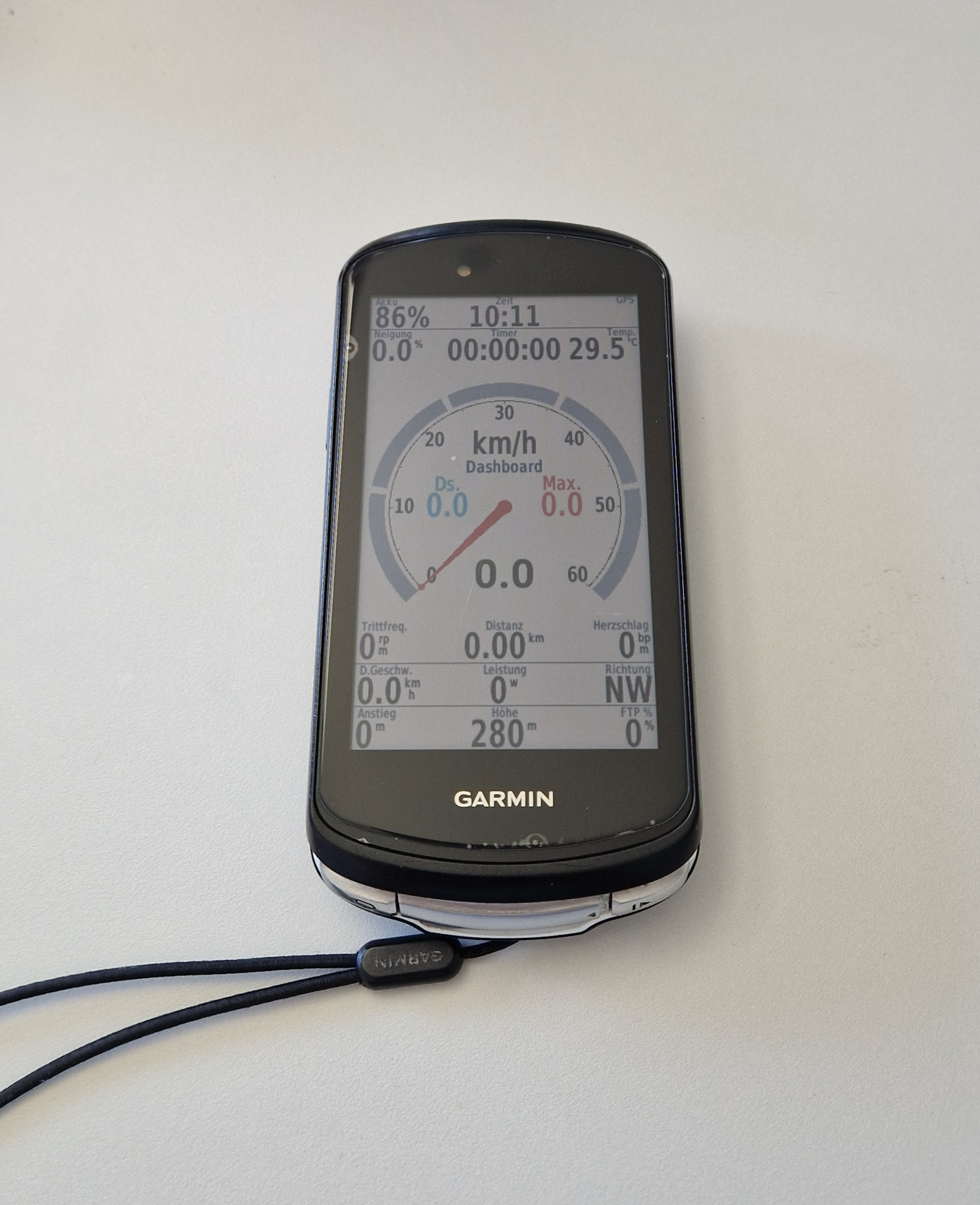
Garmin Edge 1040 (2022)
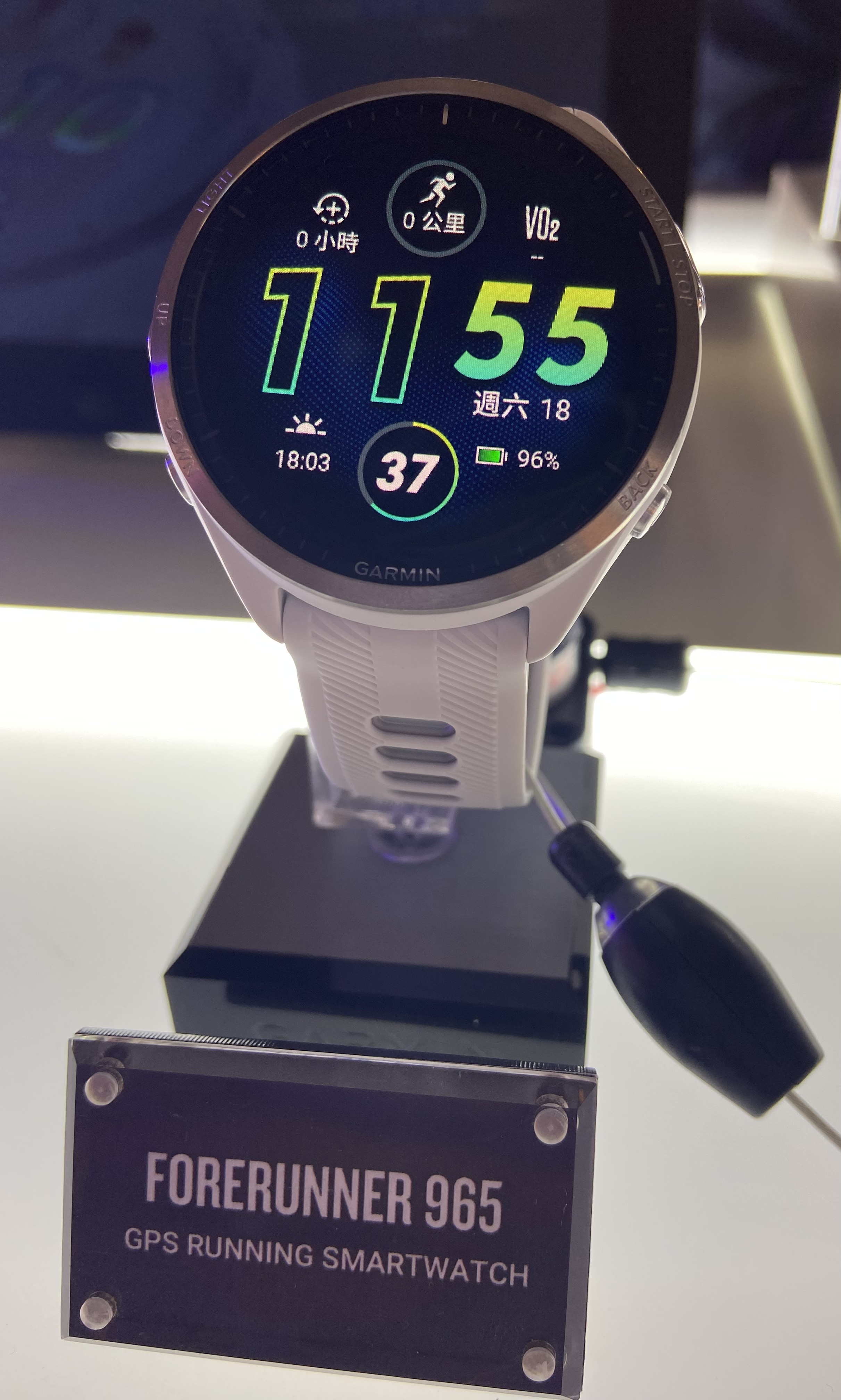
Garmin Forerunner 965 (2023)
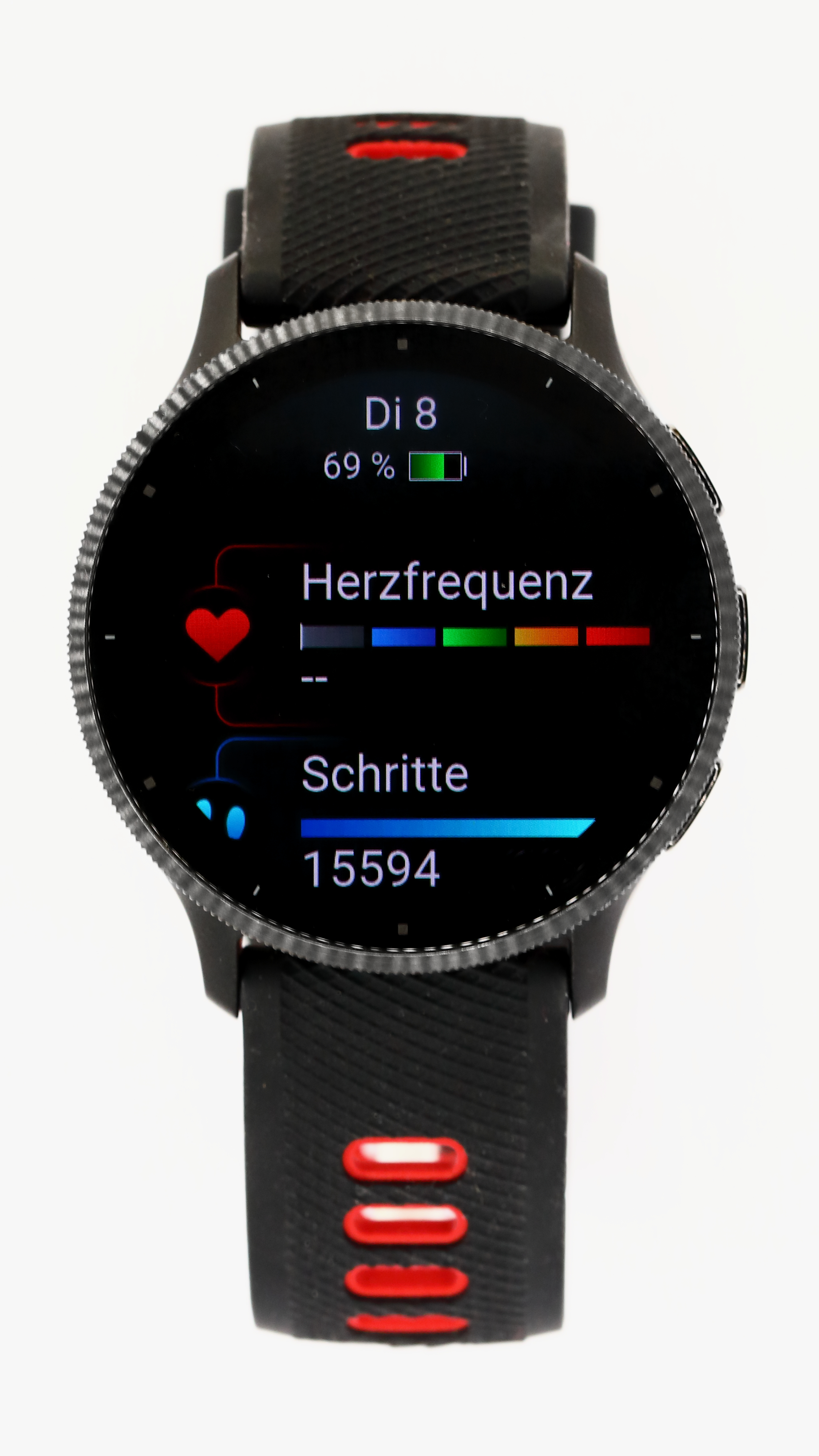
Garmin Venu 3 (2023)

| Smartwatches & Sportprodukte   | Smartwatches & Sportprodukte | Smartwatches & Sportprodukte | Smartwatches & Sportprodukte | Smartwatches & Sportprodukte | Smartwatches & Sportprodukte | Smartwatches & Sportprodukte | Smartwatches & Sportprodukte | Smartwatches & Sportprodukte | Smartwatches & Sportprodukte | Smartwatches & Sportprodukte | Smartwatches & Sportprodukte | Smartwatches & Sportprodukte | Smartwatches & Sportprodukte | Smartwatches & Sportprodukte | Smartwatches & Sportprodukte                         | Smartwatches & Sportprodukte                         | Smartwatches & Sportprodukte                         | Smartwatches & Sportprodukte                         | Smartwatches & Sportprodukte                               | Smartwatches & Sportprodukte                               | Smartwatches & Sportprodukte                               | Smartwatches & Sportprodukte                               | Smartwatches & Sportprodukte                               | Smartwatches & Sportprodukte                               | Smartwatches & Sportprodukte                               | Smartwatches & Sportprodukte                               | Smartwatches & Sportprodukte                                | Smartwatches & Sportprodukte                                | Smartwatches & Sportprodukte                                | Smartwatches & Sportprodukte                                | Smartwatches & Sportprodukte                                | Smartwatches & Sportprodukte                                | Smartwatches & Sportprodukte                                | Smartwatches & Sportprodukte                                | Smartwatches & Sportprodukte                                                              | Smartwatches & Sportprodukte                                                              | Smartwatches & Sportprodukte                                                              | Smartwatches & Sportprodukte                                                              | Smartwatches & Sportprodukte                                                              | Smartwatches & Sportprodukte                                                              | Smartwatches & Sportprodukte                                                              | Smartwatches & Sportprodukte                                                              | Smartwatches & Sportprodukte                                                              | Smartwatches & Sportprodukte                                                              | Smartwatches & Sportprodukte                                                              | Smartwatches & Sportprodukte                                                              |
| ------------------------------ | ---------------------------- | ---------------------------- | ---------------------------- | ---------------------------- | ---------------------------- | ---------------------------- | ---------------------------- | ---------------------------- | ---------------------------- | ---------------------------- | ---------------------------- | ---------------------------- | ---------------------------- | ---------------------------- | ---------------------------------------------------- | ---------------------------------------------------- | ---------------------------------------------------- | ---------------------------------------------------- | ---------------------------------------------------------- | ---------------------------------------------------------- | ---------------------------------------------------------- | ---------------------------------------------------------- | ---------------------------------------------------------- | ---------------------------------------------------------- | ---------------------------------------------------------- | ---------------------------------------------------------- | ----------------------------------------------------------- | ----------------------------------------------------------- | ----------------------------------------------------------- | ----------------------------------------------------------- | ----------------------------------------------------------- | ----------------------------------------------------------- | ----------------------------------------------------------- | ----------------------------------------------------------- | ----------------------------------------------------------------------------------------- | ----------------------------------------------------------------------------------------- | ----------------------------------------------------------------------------------------- | ----------------------------------------------------------------------------------------- | ----------------------------------------------------------------------------------------- | ----------------------------------------------------------------------------------------- | ----------------------------------------------------------------------------------------- | ----------------------------------------------------------------------------------------- | ----------------------------------------------------------------------------------------- | ----------------------------------------------------------------------------------------- | ----------------------------------------------------------------------------------------- | ----------------------------------------------------------------------------------------- |
|                                | 2014                         | 2014                         | 2014                         | 2014                         | 2015                         | 2015                         | 2015                         | 2015                         | 2016                         | 2016                         | 2016                         | 2016                         | 2017                         | 2017                         | 2017                                                 | 2017                                                 | 2018                                                 | 2018                                                 | 2018                                                       | 2018                                                       | 2019                                                       | 2019                                                       | 2019                                                       | 2019                                                       | 2020                                                       | 2020                                                       | 2020                                                        | 2020                                                        | 2021                                                        | 2021                                                        | 2021                                                        | 2021                                                        | 2022                                                        | 2022                                                        | 2022                                                                                      | 2022                                                                                      | 2023                                                                                      | 2023                                                                                      | 2023                                                                                      | 2023                                                                                      | 2024                                                                                      | 2024                                                                                      | 2024                                                                                      | 2024                                                                                      | 2025                                                                                      | 2025                                                                                      |
| 1                              | 2                            | 3                            | 4                            | 1                            | 2                            | 3                            | 4                            | 1                            | 2                            | 3                            | 4                            | 1                            | 2                            | 3                            | 4                                                    | 1                                                    | 2                                                    | 3                                                    | 4                                                          | 1                                                          | 2                                                          | 3                                                          | 4                                                          | 1                                                          | 2                                                          | 3                                                          | 4                                                           | 1                                                           | 2                                                           | 3                                                           | 4                                                           | 1                                                           | 2                                                           | 3                                                           | 4                                                                                         | 1                                                                                         | 2                                                                                         | 3                                                                                         | 4                                                                                         | 1                                                                                         | 2                                                                                         | 3                                                                                         | 4                                                                                         | 1                                                                                         | 2                                                                                         |                                                                                           |
| vivofit (Fitness)              |                              |                              |                              |                              |                              |                              |                              |                              |                              |                              |                              |                              |                              |                              |                                                      | 4                                                    | 4                                                    | 4                                                    | 4                                                          | 4                                                          | 4                                                          | 4                                                          | 4                                                          | 4                                                          | 4                                                          | 4                                                          | 4                                                           | 4                                                           | 4                                                           | 4                                                           | 4                                                           | 4                                                           | 4                                                           | 4                                                           | 4                                                                                         | 4                                                                                         | 4                                                                                         | 4                                                                                         | 4                                                                                         | 4                                                                                         | 4                                                                                         | 4                                                                                         | 4                                                                                         | 4                                                                                         | 4                                                                                         | 4                                                                                         |
| vivofit (Fitness)              |                              |                              |                              |                              |                              |                              |                              |                              |                              |                              | Jr.                          | Jr.                          | Jr.                          | Jr.                          | Jr. 2 with Disney, Star Wars and Marvel-themed bands | Jr. 2 with Disney, Star Wars and Marvel-themed bands | Jr. 2 with Disney, Star Wars and Marvel-themed bands | Jr. 2 with Disney, Star Wars and Marvel-themed bands | Jr. 2 with Marvel’s Spider-Man themed bands and mobile app | Jr. 2 with Marvel’s Spider-Man themed bands and mobile app | Jr. 2 with Marvel’s Spider-Man themed bands and mobile app | Jr. 2 with Marvel’s Spider-Man themed bands and mobile app | Jr. 2 with Marvel’s Spider-Man themed bands and mobile app | Jr. 2 with Marvel’s Spider-Man themed bands and mobile app | Jr. 2 with Marvel’s Spider-Man themed bands and mobile app | Jr. 2 with Marvel’s Spider-Man themed bands and mobile app | Jr. 2 with Marvel’s Spider-Man themed bands and mobile app  | Jr. 2 with Marvel’s Spider-Man themed bands and mobile app  | Jr. 2 with Marvel’s Spider-Man themed bands and mobile app  | Jr. 2 with Marvel’s Spider-Man themed bands and mobile app  | Jr. 2 with Marvel’s Spider-Man themed bands and mobile app  | Jr. 2 with Marvel’s Spider-Man themed bands and mobile app  | Jr. 2 with Marvel’s Spider-Man themed bands and mobile app  | Jr. 2 with Marvel’s Spider-Man themed bands and mobile app  | Jr. 2 with Marvel’s Spider-Man themed bands and mobile app                                | Jr. 2 with Marvel’s Spider-Man themed bands and mobile app                                | Jr. 2 with Marvel’s Spider-Man themed bands and mobile app                                | Jr. 2 with Marvel’s Spider-Man themed bands and mobile app                                | Jr. 2 with Marvel’s Spider-Man themed bands and mobile app                                | Jr. 2 with Marvel’s Spider-Man themed bands and mobile app                                | Jr. 2 with Marvel’s Spider-Man themed bands and mobile app                                | Jr. 2 with Marvel’s Spider-Man themed bands and mobile app                                | Jr. 2 with Marvel’s Spider-Man themed bands and mobile app                                | Jr. 2 with Marvel’s Spider-Man themed bands and mobile app                                | Jr. 2 with Marvel’s Spider-Man themed bands and mobile app                                | Jr. 2 with Marvel’s Spider-Man themed bands and mobile app                                |
| vivofit (Fitness)              |                              |                              |                              |                              |                              |                              |                              |                              | 3                            | 3                            | 3                            | 3                            | 3                            | 3                            | 3                                                    | 3                                                    | 3                                                    | 3                                                    | 3                                                          | 3                                                          | 3                                                          | 3                                                          | 3                                                          | 3                                                          | 3                                                          | 3                                                          | 3                                                           | Jr. 3 Garmin / Disney Prinzessin / Marvel Avengers          | Jr. 3 Garmin / Disney Prinzessin / Marvel Avengers          | Jr. 3 Garmin / Disney Prinzessin / Marvel Avengers          | Jr. 3 Garmin / Disney Prinzessin / Marvel Avengers          | Jr. 3 Garmin / Disney Prinzessin / Marvel Avengers          | Jr. 3 Garmin / Disney Prinzessin / Marvel Avengers          | Jr. 3 Star Wars Edition                                     | Jr. 3 Star Wars Edition                                                                   | Jr. 3 Star Wars Edition                                                                   | Jr. 3 Star Wars Edition                                                                   | Jr. 3 Star Wars Edition                                                                   | Jr. 3 Star Wars Edition                                                                   | Jr. 3 Star Wars Edition                                                                   | Jr. 3 Star Wars Edition                                                                   | Jr. 3 Star Wars Edition                                                                   | Jr. 3 Star Wars Edition                                                                   | Jr. 3 Star Wars Edition                                                                   | Jr. 3 Star Wars Edition                                                                   | Jr. 3 Star Wars Edition                                                                   |
| vivoactive (Fitness)           |                              |                              |                              |                              |                              |                              |                              |                              |                              |                              |                              |                              |                              |                              | 3                                                    | 3                                                    | 3                                                    | 3                                                    | 3                                                          | 3                                                          | 3                                                          | 3                                                          | 4 / 4S GPS                                                 | 4 / 4S GPS                                                 | 4 / 4S GPS                                                 | 4 / 4S GPS                                                 | 4 / 4S GPS                                                  | 4 / 4S GPS                                                  | 4 / 4S GPS                                                  | 4 / 4S GPS                                                  | 4 / 4S GPS                                                  | 4 / 4S GPS                                                  | 4 / 4S GPS                                                  | 4 / 4S GPS                                                  | 4 / 4S GPS                                                                                | 4 / 4S GPS                                                                                | 4 / 4S GPS                                                                                | 4 / 4S GPS                                                                                | 5 / 5 GPS                                                                                 | 5 / 5 GPS                                                                                 | 5 / 5 GPS                                                                                 | 5 / 5 GPS                                                                                 | 5 / 5 GPS                                                                                 | 5 / 5 GPS                                                                                 | 5 / 5 GPS                                                                                 | 6                                                                                         |
| vivoactive (Fitness)           |                              |                              |                              |                              |                              |                              |                              |                              | HR                           | HR                           | HR                           | HR                           | HR                           | HR                           | HR                                                   | HR                                                   | HR                                                   | 3 Music                                              | 3 Music                                                    | 3 Music                                                    | 3 Music                                                    | 3 Music                                                    | 3 Music                                                    | 3 Music                                                    | 3 Music                                                    | 3 Music                                                    | 3 Music                                                     | 3 Music                                                     | 3 Music                                                     | 3 Music                                                     | 3 Music                                                     | 3 Music                                                     | 3 Music                                                     | 3 Music                                                     | 3 Music                                                                                   | 3 Music                                                                                   | 3 Music                                                                                   | 3 Music                                                                                   | 3 Music                                                                                   | 3 Music                                                                                   | 3 Music                                                                                   | 3 Music                                                                                   | 3 Music                                                                                   | 3 Music                                                                                   | 3 Music                                                                                   | 3 Music                                                                                   |
| vivoactive (Fitness)           |                              |                              |                              |                              |                              |                              |                              |                              |                              |                              |                              |                              |                              |                              |                                                      |                                                      |                                                      |                                                      |                                                            | Music (Verizon)                                            |                                                            |                                                            |                                                            |                                                            |                                                            |                                                            |                                                             |                                                             |                                                             |                                                             |                                                             |                                                             |                                                             |                                                             |                                                                                           |                                                                                           |                                                                                           |                                                                                           |                                                                                           |                                                                                           |                                                                                           |                                                                                           |                                                                                           |                                                                                           |                                                                                           |                                                                                           |
| Swim (Fitness)                 |                              |                              |                              |                              |                              |                              |                              |                              |                              |                              |                              |                              |                              |                              |                                                      |                                                      |                                                      |                                                      |                                                            |                                                            |                                                            |                                                            |                                                            | 2                                                          | 2                                                          | 2                                                          | 2                                                           | 2                                                           | 2                                                           | 2                                                           | 2                                                           | 2                                                           | 2                                                           | 2                                                           | 2                                                                                         | 2                                                                                         | 2                                                                                         | 2                                                                                         | 2                                                                                         | 2                                                                                         | 2                                                                                         | 2                                                                                         | 2                                                                                         | 2                                                                                         | 2                                                                                         | 2                                                                                         |
| vivosmart (Fitness)            |                              |                              |                              |                              |                              |                              |                              | HR                           | HR                           | HR                           | HR                           | HR                           | HR                           | HR                           | HR                                                   | HR                                                   | HR                                                   | HR                                                   | 4                                                          | 4                                                          | 4                                                          | 4                                                          | 4                                                          | 4                                                          | 4                                                          | 4                                                          | 4                                                           | 4                                                           | 4                                                           | 4                                                           | 4                                                           | 4                                                           | 4                                                           | 4                                                           | 4                                                                                         | 4                                                                                         | 4                                                                                         | 4                                                                                         | 4                                                                                         | 4                                                                                         | 4                                                                                         | 4                                                                                         | 4                                                                                         | 4                                                                                         | 4                                                                                         | 4                                                                                         |
| vivosmart (Fitness)            |                              |                              |                              |                              |                              |                              |                              |                              |                              |                              |                              |                              |                              |                              |                                                      |                                                      |                                                      |                                                      |                                                            |                                                            |                                                            |                                                            |                                                            |                                                            |                                                            |                                                            |                                                             |                                                             |                                                             |                                                             |                                                             |                                                             | 5                                                           |                                                             |                                                                                           |                                                                                           |                                                                                           |                                                                                           |                                                                                           |                                                                                           |                                                                                           |                                                                                           |                                                                                           |                                                                                           |                                                                                           |                                                                                           |
| vivosmart (Fitness)            |                              |                              |                              |                              |                              |                              |                              |                              |                              |                              |                              |                              | 3                            |                              |                                                      |                                                      |                                                      |                                                      |                                                            |                                                            |                                                            |                                                            |                                                            |                                                            |                                                            |                                                            |                                                             |                                                             |                                                             |                                                             |                                                             |                                                             |                                                             |                                                             |                                                                                           |                                                                                           |                                                                                           |                                                                                           |                                                                                           |                                                                                           |                                                                                           |                                                                                           |                                                                                           |                                                                                           |                                                                                           |                                                                                           |
| vivosport (Fitness)            |                              |                              |                              |                              |                              |                              |                              |                              |                              |                              |                              |                              |                              |                              | vivosport                                            | vivosport                                            | vivosport                                            | vivosport                                            | vivosport                                                  | vivosport                                                  | vivosport                                                  | vivosport                                                  | vivosport                                                  | vivosport                                                  | vivosport                                                  | vivosport                                                  | vivosport                                                   | vivosport                                                   | vivosport                                                   | vivosport                                                   | vivosport                                                   | vivosport                                                   | vivosport                                                   | vivosport                                                   | vivosport                                                                                 | vivosport                                                                                 | vivosport                                                                                 | vivosport                                                                                 | vivosport                                                                                 | vivosport                                                                                 | vivosport                                                                                 | vivosport                                                                                 | vivosport                                                                                 | vivosport                                                                                 | vivosport                                                                                 | vivosport                                                                                 |
| Instinct (Outdoor)             |                              |                              |                              |                              |                              |                              |                              |                              |                              |                              |                              |                              |                              |                              |                                                      |                                                      |                                                      |                                                      |                                                            |                                                            |                                                            |                                                            |                                                            |                                                            |                                                            |                                                            |                                                             |                                                             |                                                             |                                                             |                                                             |                                                             | 2                                                           | 2                                                           | 2                                                                                         | 2                                                                                         | 2                                                                                         | 2X Solar / 2X Solar Tactical Edition                                                      | 2X Solar / 2X Solar Tactical Edition                                                      | 2X Solar / 2X Solar Tactical Edition                                                      | 2X Solar / 2X Solar Tactical Edition                                                      | 2X Solar / 2X Solar Tactical Edition                                                      | 2X Solar / 2X Solar Tactical Edition                                                      | 2X Solar / 2X Solar Tactical Edition                                                      | 3                                                                                         | 3                                                                                         |
| Lily (Fitness)                 |                              |                              |                              |                              |                              |                              |                              |                              |                              |                              |                              |                              |                              |                              |                                                      |                                                      |                                                      |                                                      |                                                            |                                                            |                                                            |                                                            |                                                            |                                                            |                                                            |                                                            |                                                             |                                                             | Classic / Sport                                             | Classic / Sport                                             | Classic / Sport                                             | Classic / Sport                                             | Classic / Sport                                             | Classic / Sport                                             | Classic / Sport                                                                           | Classic / Sport                                                                           | Classic / Sport                                                                           | Classic / Sport                                                                           | Classic / Sport                                                                           | Classic / Sport                                                                           | Classic / Sport                                                                           | Classic / Sport                                                                           | Classic / Sport                                                                           | Lily 2 Active                                                                             | Lily 2 Active                                                                             | Lily 2 Active                                                                             |
| Forerunner (Fitness)           |                              |                              |                              |                              |                              |                              | 25                           | 25                           | 25                           | 25                           | 25                           | 25                           | 25                           | 25                           | 30                                                   | 30                                                   | 30                                                   | 30                                                   | 30                                                         | 30                                                         | 30                                                         | 245 Music                                                  | 245 Music                                                  | 245 Music                                                  | 245 Music                                                  | 245 Music                                                  | 245 Music                                                   | 245 Music                                                   | 245 Music                                                   | 245 Music                                                   | 245 Music                                                   | 245 Music                                                   | 245 Music                                                   | 255 / 255S / 255 Music / 255S Music                         | 255 / 255S / 255 Music / 255S Music                                                       | 255 / 255S / 255 Music / 255S Music                                                       | 265 / 265S / 965                                                                          | 265 / 265S / 965                                                                          | 265 / 265S / 965                                                                          | 265 / 265S / 965                                                                          | 265 / 265S / 965                                                                          | 165 / 165 Music                                                                           | 165 / 165 Music                                                                           | 165 / 165 Music                                                                           | 165 / 165 Music                                                                           | 165 / 165 Music                                                                           |
| Forerunner (Fitness)           |                              |                              |                              |                              |                              |                              | HRM-Tri / HRM-Swim           | HRM-Tri / HRM-Swim           | HRM-Tri / HRM-Swim           | HRM-Tri / HRM-Swim           | HRM-Tri / HRM-Swim           | HRM-Tri / HRM-Swim           | 935                          | 935                          | 935                                                  | 935                                                  | 645 Music                                            | 645 Music                                            | 645 Music                                                  | 645 Music                                                  | 645 Music                                                  | 45 / 45S                                                   | 45 / 45S                                                   | 45 / 45S                                                   | 45 / 45S                                                   | 45 / 45S                                                   | 745                                                         | 745                                                         | 745                                                         | 55                                                          | 55                                                          | 55                                                          | 55                                                          | 55                                                          | 955 / 955 Solar                                                                           | 955 / 955 Solar                                                                           | 955 / 955 Solar                                                                           | 955 / 955 Solar                                                                           | 955 / 955 Solar                                                                           | 955 / 955 Solar                                                                           | 955 / 955 Solar                                                                           | 955 / 955 Solar                                                                           | 955 / 955 Solar                                                                           | 955 / 955 Solar                                                                           | 955 / 955 Solar                                                                           | 955 / 955 Solar                                                                           |
| Forerunner (Fitness)           |                              |                              |                              |                              |                              |                              |                              |                              |                              | 735XT                        | 735XT                        | 735XT                        | 735XT                        | 735XT                        | 735XT                                                | 735XT                                                | 735XT                                                | 735XT                                                | 735XT                                                      | 735XT                                                      | 735XT                                                      | 735XT                                                      | 735XT                                                      | 735XT                                                      | 735XT                                                      | 735XT                                                      | 735XT                                                       | 735XT                                                       | 735XT                                                       | 735XT                                                       | 735XT                                                       | 735XT                                                       | 735XT                                                       | 245                                                         | 245                                                                                       | 245                                                                                       | 245                                                                                       | 245                                                                                       | 245                                                                                       | 245                                                                                       | 245                                                                                       | 245                                                                                       | 245                                                                                       | 245                                                                                       | 245                                                                                       | 245                                                                                       |
| Forerunner (Fitness)           |                              |                              |                              |                              |                              |                              |                              |                              |                              |                              | 35                           | 35                           | 35                           | 35                           | 35                                                   | 35                                                   | 35                                                   | 35                                                   | 35                                                         | 35                                                         | 35                                                         | 35                                                         | 35                                                         | 35                                                         | 35                                                         | 35                                                         | 35                                                          | 35                                                          | 35                                                          | 945 LTE                                                     | 945 LTE                                                     | 945 LTE                                                     | 945 LTE                                                     | 945 LTE                                                     | 945 LTE                                                                                   | 945 LTE                                                                                   | 945 LTE                                                                                   | 945 LTE                                                                                   | 945 LTE                                                                                   | 945 LTE                                                                                   | 945 LTE                                                                                   | 945 LTE                                                                                   | 945 LTE                                                                                   | 945 LTE                                                                                   | 945 LTE                                                                                   | 945 LTE                                                                                   |
| tactix (Outdoor)               |                              |                              |                              |                              |                              |                              |                              |                              |                              |                              |                              |                              |                              |                              |                                                      |                                                      | Charlie                                              | Charlie                                              | Charlie                                                    | Charlie                                                    | Charlie                                                    | Charlie                                                    | Charlie                                                    | Charlie                                                    | Delta                                                      | Delta                                                      | Delta                                                       | Delta                                                       | Delta                                                       | Delta                                                       | Delta                                                       | Delta                                                       | Delta                                                       | 7 / 7 Pro / 7 Pro Ballistics Edition                        | 7 / 7 Pro / 7 Pro Ballistics Edition                                                      | 7 / 7 Pro / 7 Pro Ballistics Edition                                                      | 7 / 7 Pro / 7 Pro Ballistics Edition                                                      | 7 / 7 Pro / 7 Pro Ballistics Edition                                                      | 7 / 7 Pro / 7 Pro Ballistics Edition                                                      | 7 / 7 Pro / 7 Pro Ballistics Edition                                                      | 7 / 7 Pro / 7 Pro Ballistics Edition                                                      | 7 / 7 Pro / 7 Pro Ballistics Edition                                                      | 7 / 7 Pro / 7 Pro Ballistics Edition                                                      | 7 / 7 Pro / 7 Pro Ballistics Edition                                                      | 8                                                                                         | 8                                                                                         |
| quatix (Marine)                |                              |                              |                              |                              |                              |                              |                              |                              |                              |                              |                              |                              |                              |                              |                                                      |                                                      |                                                      |                                                      |                                                            |                                                            |                                                            |                                                            |                                                            |                                                            |                                                            |                                                            |                                                             |                                                             |                                                             |                                                             |                                                             |                                                             |                                                             | 7 / 7 Sapphire / 7 Solar                                    | 7 / 7 Sapphire / 7 Solar                                                                  | 7 / 7 Sapphire / 7 Solar                                                                  | 7 / 7 Sapphire / 7 Solar                                                                  | 7 / 7 Sapphire / 7 Solar                                                                  | 7 / 7 Sapphire / 7 Solar                                                                  | 7 Pro                                                                                     | 7 Pro                                                                                     | 7 Pro                                                                                     | 7 Pro                                                                                     | 7 Pro                                                                                     | 7 Pro                                                                                     | 7 Pro                                                                                     |
| Bounce (Fitness)               |                              |                              |                              |                              |                              |                              |                              |                              |                              |                              |                              |                              |                              |                              |                                                      |                                                      |                                                      |                                                      |                                                            |                                                            |                                                            |                                                            |                                                            |                                                            |                                                            |                                                            |                                                             |                                                             |                                                             |                                                             |                                                             |                                                             |                                                             |                                                             |                                                                                           | Bounce                                                                                    | Bounce                                                                                    | Bounce                                                                                    | Bounce                                                                                    | Bounce                                                                                    | Bounce                                                                                    | Bounce                                                                                    | Bounce                                                                                    | Bounce                                                                                    | Bounce                                                                                    | Bounce                                                                                    |
| vivomove (Fitness)             |                              |                              |                              |                              |                              |                              |                              |                              |                              |                              |                              |                              |                              |                              |                                                      |                                                      |                                                      |                                                      |                                                            |                                                            |                                                            |                                                            | 3 / 3S / Style / Luxe                                      | 3 / 3S / Style / Luxe                                      | 3 / 3S / Style / Luxe                                      | 3 / 3S / Style / Luxe                                      | 3 / 3S / Style / Luxe                                       | 3 / 3S / Style / Luxe                                       | 3 / 3S / Style / Luxe                                       | 3 / 3S / Style / Luxe                                       | 3 / 3S / Style / Luxe                                       | 3 / 3S / Style / Luxe                                       | 3 / 3S / Style / Luxe                                       | 3 / 3S / Style / Luxe                                       | 3 / 3S / Style / Luxe                                                                     | 3 / 3S / Style / Luxe                                                                     | Trend                                                                                     | Trend                                                                                     | Trend                                                                                     | Trend                                                                                     | Trend                                                                                     | Trend                                                                                     | Trend                                                                                     | Trend                                                                                     | Trend                                                                                     | Trend                                                                                     |
| vivomove (Fitness)             |                              |                              |                              |                              |                              |                              |                              |                              |                              |                              |                              |                              |                              |                              |                                                      |                                                      |                                                      |                                                      |                                                            |                                                            |                                                            |                                                            |                                                            |                                                            |                                                            |                                                            |                                                             |                                                             |                                                             |                                                             |                                                             | Sport                                                       |                                                             |                                                             |                                                                                           |                                                                                           |                                                                                           |                                                                                           |                                                                                           |                                                                                           |                                                                                           |                                                                                           |                                                                                           |                                                                                           |                                                                                           |                                                                                           |
| Venu (Fitness)                 |                              |                              |                              |                              |                              |                              |                              |                              |                              |                              |                              |                              |                              |                              |                                                      |                                                      |                                                      |                                                      |                                                            |                                                            |                                                            |                                                            | Venu                                                       | Venu                                                       | Venu                                                       | Venu                                                       | Sq                                                          | Sq                                                          | Sq                                                          | 2 / 2S                                                      | 2 / 2S                                                      | 2 / 2S                                                      | 2 / 2S                                                      | 2 / 2S                                                      | Sq 2 / Sq 2 Music Edition                                                                 | Sq 2 / Sq 2 Music Edition                                                                 | Sq 2 / Sq 2 Music Edition                                                                 | Sq 2 / Sq 2 Music Edition                                                                 | Sq 2 / Sq 2 Music Edition                                                                 | Sq 2 / Sq 2 Music Edition                                                                 | Sq 2 / Sq 2 Music Edition                                                                 | Sq 2 / Sq 2 Music Edition                                                                 | Sq 2 / Sq 2 Music Edition                                                                 | Sq 2 / Sq 2 Music Edition                                                                 | Sq 2 / Sq 2 Music Edition                                                                 | Sq 2 / Sq 2 Music Edition                                                                 |
| Venu (Fitness)                 |                              |                              |                              |                              |                              |                              |                              |                              |                              |                              |                              |                              |                              |                              |                                                      |                                                      |                                                      |                                                      |                                                            |                                                            |                                                            |                                                            |                                                            |                                                            |                                                            |                                                            |                                                             |                                                             |                                                             |                                                             |                                                             |                                                             |                                                             |                                                             |                                                                                           | ECG App                                                                                   |                                                                                           |                                                                                           |                                                                                           |                                                                                           |                                                                                           |                                                                                           |                                                                                           |                                                                                           |                                                                                           |                                                                                           |
| Venu (Fitness)                 |                              |                              |                              |                              |                              |                              |                              |                              |                              |                              |                              |                              |                              |                              |                                                      |                                                      |                                                      |                                                      |                                                            |                                                            |                                                            |                                                            |                                                            |                                                            |                                                            |                                                            |                                                             |                                                             |                                                             |                                                             |                                                             |                                                             | 2 Plus                                                      | 2 Plus                                                      | 2 Plus                                                                                    | 2 Plus                                                                                    | 2 Plus                                                                                    | 2 Plus                                                                                    | 3 / 3 S                                                                                   | 3 / 3 S                                                                                   | 3 / 3 S                                                                                   | 3 / 3 S                                                                                   | 3 / 3 S                                                                                   | 3 / 3 S                                                                                   | 3 / 3 S                                                                                   | 3 / 3 S                                                                                   |
| fenix (Outdoor)                |                              |                              |                              |                              |                              |                              |                              |                              |                              |                              |                              |                              | 5 / 5S / 5X                  | 5 / 5S / 5X                  | 5 / 5S / 5X                                          | 5 / 5S / 5X                                          | 5 Plus / 5S Plus / 5X Plus                           | 5 Plus / 5S Plus / 5X Plus                           | 5 Plus / 5S Plus / 5X Plus                                 | 5 Plus / 5S Plus / 5X Plus                                 | 5 Plus / 5S Plus / 5X Plus                                 | 5 Plus / 5S Plus / 5X Plus                                 | 6 / 6X Pro Solar                                           | 6 / 6X Pro Solar                                           | 6 / 6X Pro Solar                                           | 6 / 6X Pro Solar                                           | 6 / 6X Pro Solar                                            | 6 / 6X Pro Solar                                            | 6 / 6X Pro Solar                                            | 6 / 6X Pro Solar                                            | 6 / 6X Pro Solar                                            | 6 / 6X Pro Solar                                            | 7 / 7S / 7X                                                 | 7 / 7S / 7X                                                 | 7 / 7S / 7X                                                                               | 7 / 7S / 7X                                                                               | 7 / 7S / 7X                                                                               | 7 Pro / 7X Pro                                                                            | 7 Pro / 7X Pro                                                                            | 7 Pro / 7X Pro                                                                            | 7 Pro / 7X Pro                                                                            | 7 Pro / 7X Pro                                                                            | 8 / 8 Solar                                                                               | 8 / 8 Solar                                                                               | 8 / 8 Solar                                                                               | 8 / 8 Solar                                                                               |
| epix (Outdoor)                 |                              |                              |                              |                              |                              |                              |                              |                              |                              |                              |                              |                              |                              |                              |                                                      |                                                      |                                                      |                                                      |                                                            |                                                            |                                                            |                                                            |                                                            |                                                            |                                                            |                                                            |                                                             |                                                             |                                                             |                                                             |                                                             |                                                             | epix                                                        | epix                                                        | epix                                                                                      | epix                                                                                      | epix                                                                                      | Pro                                                                                       | Pro                                                                                       | Pro                                                                                       | Pro                                                                                       | Pro                                                                                       | Pro                                                                                       | Pro                                                                                       | Pro                                                                                       | Pro                                                                                       |
| Marq (Outdoor)                 |                              |                              |                              |                              |                              |                              |                              |                              |                              |                              |                              |                              |                              |                              |                                                      |                                                      |                                                      |                                                      |                                                            |                                                            | Aviator / Expedition / Driver / Captain / Athlete          | Aviator / Expedition / Driver / Captain / Athlete          | Aviator / Expedition / Driver / Captain / Athlete          | Aviator / Expedition / Driver / Captain / Athlete          | Aviator / Expedition / Driver / Captain / Athlete          | Golfer / Commander                                         | Performance Edition Athlete / Adventurer / Driver / Aviator | Performance Edition Athlete / Adventurer / Driver / Aviator | Performance Edition Athlete / Adventurer / Driver / Aviator | Performance Edition Athlete / Adventurer / Driver / Aviator | Performance Edition Athlete / Adventurer / Driver / Aviator | Performance Edition Athlete / Adventurer / Driver / Aviator | Performance Edition Athlete / Adventurer / Driver / Aviator | Performance Edition Athlete / Adventurer / Driver / Aviator | Athlete (Gen 2) / Adventurer (Gen 2) / Golfer (Gen 2) / Captain (Gen 2) / Aviator (Gen 2) | Athlete (Gen 2) / Adventurer (Gen 2) / Golfer (Gen 2) / Captain (Gen 2) / Aviator (Gen 2) | Athlete (Gen 2) / Adventurer (Gen 2) / Golfer (Gen 2) / Captain (Gen 2) / Aviator (Gen 2) | Athlete (Gen 2) / Adventurer (Gen 2) / Golfer (Gen 2) / Captain (Gen 2) / Aviator (Gen 2) | Athlete (Gen 2) / Adventurer (Gen 2) / Golfer (Gen 2) / Captain (Gen 2) / Aviator (Gen 2) | Athlete (Gen 2) / Adventurer (Gen 2) / Golfer (Gen 2) / Captain (Gen 2) / Aviator (Gen 2) | Athlete (Gen 2) / Adventurer (Gen 2) / Golfer (Gen 2) / Captain (Gen 2) / Aviator (Gen 2) | Athlete (Gen 2) / Adventurer (Gen 2) / Golfer (Gen 2) / Captain (Gen 2) / Aviator (Gen 2) | Athlete (Gen 2) / Adventurer (Gen 2) / Golfer (Gen 2) / Captain (Gen 2) / Aviator (Gen 2) | Athlete (Gen 2) / Adventurer (Gen 2) / Golfer (Gen 2) / Captain (Gen 2) / Aviator (Gen 2) | Athlete (Gen 2) / Adventurer (Gen 2) / Golfer (Gen 2) / Captain (Gen 2) / Aviator (Gen 2) | Athlete (Gen 2) / Adventurer (Gen 2) / Golfer (Gen 2) / Captain (Gen 2) / Aviator (Gen 2) |
| Enduro (Outdoor)               |                              |                              |                              |                              |                              |                              |                              |                              |                              |                              |                              |                              |                              |                              |                                                      |                                                      |                                                      |                                                      |                                                            |                                                            |                                                            |                                                            |                                                            |                                                            |                                                            |                                                            |                                                             |                                                             |                                                             |                                                             |                                                             |                                                             |                                                             |                                                             |                                                                                           |                                                                                           |                                                                                           |                                                                                           |                                                                                           |                                                                                           |                                                                                           |                                                                                           | Enduro 3                                                                                  | Enduro 3                                                                                  | Enduro 3                                                                                  | Enduro 3                                                                                  |
| Edge (Radsport)                |                              | 1000                         | 1000                         | 1000                         | 1000                         | 1000                         | 520/ 820                     | 520/ 820                     | 520/ 820                     | 520/ 820                     | 520/ 820                     | 520/ 820                     | 520/ 820                     | 520/ 820                     | 1030                                                 | 1030                                                 | 1030                                                 | 130 / 520 plus                                       | 130 / 520 plus                                             | 130 / 520 plus                                             | Explore / 530 / 830                                        | Explore / 530 / 830                                        | Explore / 530 / 830                                        | Explore / 530 / 830                                        | Explore / 530 / 830                                        | Explore / 530 / 830                                        | 130 plus / 1030 Plus                                        | 130 plus / 1030 Plus                                        | 130 plus / 1030 Plus                                        | 130 plus / 1030 Plus                                        | 130 plus / 1030 Plus                                        | 130 plus / 1030 Plus                                        | 130 plus / 1030 Plus                                        | 130 plus / 1030 Plus                                        | Explore 2 / 1040                                                                          | Explore 2 / 1040                                                                          | Explore 2 / 1040                                                                          | Explore 2 / 1040                                                                          | 540 / 840 / 540 Solar / 840 Solar / 1040 Solar                                            | 540 / 840 / 540 Solar / 840 Solar / 1040 Solar                                            | 540 / 840 / 540 Solar / 840 Solar / 1040 Solar                                            | 1050                                                                                      | 1050                                                                                      | 1050                                                                                      | 1050                                                                                      | 1050                                                                                      |
| Tacx (Radsport)                |                              |                              |                              |                              |                              |                              |                              |                              |                              |                              |                              |                              |                              |                              |                                                      |                                                      |                                                      |                                                      |                                                            |                                                            |                                                            | Neo 2 Smart / Flux S Smart / Flow Smart                    | Neo 2 Smart / Flux S Smart / Flow Smart                    | Neo 2 Smart / Flux S Smart / Flow Smart                    | Neo 2 Smart / Flux S Smart / Flow Smart                    | Neo 2 Smart / Flux S Smart / Flow Smart                    | Neo 2 Smart / Flux S Smart / Flow Smart                     | Neo 2 Smart / Flux S Smart / Flow Smart                     | Neo 2 Smart / Flux S Smart / Flow Smart                     | Neo 2 Smart / Flux S Smart / Flow Smart                     | Neo 2 Smart / Flux S Smart / Flow Smart                     | Neo 2 Smart / Flux S Smart / Flow Smart                     | Neo 2 Smart / Flux S Smart / Flow Smart                     | Neo 2 Smart / Flux S Smart / Flow Smart                     | Neo 2 Smart / Flux S Smart / Flow Smart                                                   | Neo 2 Smart / Flux S Smart / Flow Smart                                                   | Neo 2 Smart / Flux S Smart / Flow Smart                                                   | Neo 2 Smart / Flux S Smart / Flow Smart                                                   | Neo 2 Smart / Flux S Smart / Flow Smart                                                   | Neo 2 Smart / Flux S Smart / Flow Smart                                                   | Neo 2 Smart / Flux S Smart / Flow Smart                                                   | Neo 2 Smart / Flux S Smart / Flow Smart                                                   | Neo 2 Smart / Flux S Smart / Flow Smart                                                   | Neo 2 Smart / Flux S Smart / Flow Smart                                                   | Neo 2 Smart / Flux S Smart / Flow Smart                                                   | Neo 2 Smart / Flux S Smart / Flow Smart                                                   |
| Tacx (Radsport)                |                              |                              |                              |                              |                              |                              |                              |                              |                              |                              |                              |                              |                              |                              |                                                      |                                                      |                                                      |                                                      |                                                            |                                                            |                                                            |                                                            |                                                            |                                                            |                                                            |                                                            |                                                             |                                                             |                                                             |                                                             |                                                             |                                                             | Neo Motion Plates                                           | Neo Motion Plates                                           | Neo Motion Plates                                                                         | Neo Bike Plus                                                                             | Neo Bike Plus                                                                             | Neo Bike Plus                                                                             | Neo Bike Plus                                                                             | Neo 3M                                                                                    | Neo 3M                                                                                    | Neo 3M                                                                                    | Neo 3M                                                                                    | Neo 3M                                                                                    | Neo 3M                                                                                    | Neo 3M                                                                                    |
| Rally (Radsport)               |                              |                              |                              |                              |                              |                              |                              |                              |                              |                              |                              |                              |                              |                              |                                                      |                                                      |                                                      |                                                      |                                                            |                                                            |                                                            |                                                            |                                                            |                                                            |                                                            |                                                            |                                                             |                                                             | RS200 / XC 100 / XC 200 / RS 100 / RS 200 / RK 100 / RK 200 | RS200 / XC 100 / XC 200 / RS 100 / RS 200 / RK 100 / RK 200 | RS200 / XC 100 / XC 200 / RS 100 / RS 200 / RK 100 / RK 200 | RS200 / XC 100 / XC 200 / RS 100 / RS 200 / RK 100 / RK 200 | RS200 / XC 100 / XC 200 / RS 100 / RS 200 / RK 100 / RK 200 | RS200 / XC 100 / XC 200 / RS 100 / RS 200 / RK 100 / RK 200 | RS200 / XC 100 / XC 200 / RS 100 / RS 200 / RK 100 / RK 200                               | RS200 / XC 100 / XC 200 / RS 100 / RS 200 / RK 100 / RK 200                               | RS200 / XC 100 / XC 200 / RS 100 / RS 200 / RK 100 / RK 200                               | RS200 / XC 100 / XC 200 / RS 100 / RS 200 / RK 100 / RK 200                               | RS200 / XC 100 / XC 200 / RS 100 / RS 200 / RK 100 / RK 200                               | RS200 / XC 100 / XC 200 / RS 100 / RS 200 / RK 100 / RK 200                               | RS200 / XC 100 / XC 200 / RS 100 / RS 200 / RK 100 / RK 200                               | RS200 / XC 100 / XC 200 / RS 100 / RS 200 / RK 100 / RK 200                               | RS200 / XC 100 / XC 200 / RS 100 / RS 200 / RK 100 / RK 200                               | RS200 / XC 100 / XC 200 / RS 100 / RS 200 / RK 100 / RK 200                               | RS200 / XC 100 / XC 200 / RS 100 / RS 200 / RK 100 / RK 200                               | RS200 / XC 100 / XC 200 / RS 100 / RS 200 / RK 100 / RK 200                               |
| Varia (Radsport)               |                              |                              |                              |                              |                              |                              |                              |                              |                              |                              |                              |                              |                              | UT800                        | UT800                                                | UT800                                                | UT800                                                | UT800                                                | UT800                                                      | UT800                                                      | UT800                                                      | UT800                                                      | UT800                                                      | UT800                                                      | UT800                                                      | RVR315 / RTL515                                            | RVR315 / RTL515                                             | RVR315 / RTL515                                             | RVR315 / RTL515                                             | RVR315 / RTL515                                             | RVR315 / RTL515                                             | RVR315 / RTL515                                             | RVR315 / RTL515                                             | RVR315 / RTL515                                             | RVR315 / RTL515                                                                           | RVR315 / RTL515                                                                           | RVR315 / RTL515                                                                           | RVR315 / RTL515                                                                           | RVR315 / RTL515                                                                           | RVR315 / RTL515                                                                           | RVR315 / RTL515                                                                           | RVR315 / RTL515                                                                           | RVR315 / RTL515                                                                           | RVR315 / RTL515                                                                           | RVR315 / RTL515                                                                           | Vue StVZO                                                                                 |
| Approach (Golfuhren & Zubehör) |                              |                              |                              |                              |                              |                              |                              |                              | G10                          | X40                          | X40                          | X40                          | X40                          | S60                          | S60                                                  | S60                                                  | S60                                                  | S10                                                  | S10                                                        | S10                                                        | S40                                                        | S40                                                        | S40                                                        | S40                                                        | S62                                                        | S62                                                        | S62                                                         | S62                                                         | S62                                                         | S62                                                         | S62                                                         | S62                                                         | S62                                                         | S62                                                         | S62                                                                                       | S62                                                                                       | S62                                                                                       | S62                                                                                       | S62                                                                                       | S62                                                                                       | S62                                                                                       | S62                                                                                       | S62                                                                                       | S62                                                                                       | S44, S50                                                                                  | S44, S50                                                                                  |
| Approach (Golfuhren & Zubehör) |                              |                              |                              |                              |                              |                              |                              |                              |                              |                              |                              |                              | G30                          | G30                          | G30                                                  | G30                                                  | G30                                                  | G30                                                  | G30                                                        | G30                                                        | G30                                                        | G30                                                        | G30                                                        | G30                                                        | G30                                                        | G30                                                        | G30                                                         | G30                                                         | S42, S12, G12 GPS                                           | S42, S12, G12 GPS                                           | S42, S12, G12 GPS                                           | S42, S12, G12 GPS                                           | S42, S12, G12 GPS                                           | S42, S12, G12 GPS                                           | R10                                                                                       | R10                                                                                       | R10                                                                                       | R10                                                                                       | R10                                                                                       | R10                                                                                       | R10                                                                                       | R10                                                                                       | R10                                                                                       | R50                                                                                       | G20 Solar                                                                                 | G20 Solar                                                                                 |
| Approach (Golfuhren & Zubehör) |                              |                              |                              |                              |                              |                              |                              |                              | S20                          | S20                          | S20                          | S20                          | S20                          | S20                          | S20                                                  | S20                                                  | X10                                                  | X10                                                  | X10                                                        | X10                                                        | X10                                                        | X10                                                        | X10                                                        | X10                                                        | X10                                                        | X10                                                        | X10                                                         | X10                                                         | X10                                                         | X10                                                         | X10                                                         | X10                                                         | X10                                                         | X10                                                         | X10                                                                                       | X10                                                                                       | X10                                                                                       | S70 42mm / S 70 47 mm                                                                     | S70 42mm / S 70 47 mm                                                                     | S70 42mm / S 70 47 mm                                                                     | S70 42mm / S 70 47 mm                                                                     | S70 42mm / S 70 47 mm                                                                     | S70 42mm / S 70 47 mm                                                                     | S70 42mm / S 70 47 mm                                                                     | S70 42mm / S 70 47 mm                                                                     | S70 42mm / S 70 47 mm                                                                     |
| Approach (Golfuhren & Zubehör) |                              |                              |                              |                              |                              |                              |                              |                              |                              |                              |                              |                              |                              |                              |                                                      |                                                      |                                                      |                                                      |                                                            |                                                            |                                                            |                                                            |                                                            |                                                            |                                                            |                                                            |                                                             |                                                             |                                                             |                                                             |                                                             |                                                             |                                                             |                                                             |                                                                                           |                                                                                           |                                                                                           |                                                                                           |                                                                                           |                                                                                           | Z30                                                                                       |                                                                                           |                                                                                           |                                                                                           |                                                                                           |                                                                                           |
| Descent (Tauchen)              |                              |                              |                              |                              |                              |                              |                              |                              |                              |                              |                              |                              |                              |                              |                                                      |                                                      |                                                      |                                                      |                                                            |                                                            |                                                            |                                                            |                                                            |                                                            |                                                            |                                                            |                                                             | Mk2 / Mk2i / T1 Tankpod                                     | Mk2 / Mk2i / T1 Tankpod                                     | Mk2 / Mk2i / T1 Tankpod                                     | Mk2 / Mk2i / T1 Tankpod                                     | Mk2 / Mk2i / T1 Tankpod                                     | G1 Solar                                                    | G1 Solar                                                    | G1 Solar                                                                                  | G1 Solar                                                                                  | G1 Solar                                                                                  | G1 Solar                                                                                  | G1 Solar                                                                                  | G1 Solar                                                                                  | G1 Solar                                                                                  | G1 Solar                                                                                  | G1 Solar                                                                                  | G1 Solar                                                                                  | G2                                                                                        | G2                                                                                        |
| Descent (Tauchen)              |                              |                              |                              |                              |                              |                              |                              |                              |                              |                              |                              |                              |                              |                              |                                                      |                                                      |                                                      |                                                      |                                                            |                                                            |                                                            |                                                            |                                                            |                                                            |                                                            |                                                            |                                                             |                                                             |                                                             | Mk2S                                                        | Mk2S                                                        | Mk2S                                                        | Mk2S                                                        | Mk2S                                                        | Mk2S                                                                                      | Mk2S                                                                                      | Mk2S                                                                                      | Mk2S                                                                                      | Mk2S                                                                                      | MK3                                                                                       | MK3                                                                                       | MK3                                                                                       | MK3                                                                                       | MK3                                                                                       | MK3                                                                                       | MK3                                                                                       |
| Descent (Tauchen)              |                              |                              |                              |                              |                              |                              |                              |                              |                              |                              |                              |                              |                              |                              |                                                      |                                                      |                                                      |                                                      |                                                            |                                                            |                                                            |                                                            |                                                            |                                                            |                                                            |                                                            |                                                             |                                                             |                                                             |                                                             |                                                             |                                                             |                                                             |                                                             |                                                                                           |                                                                                           |                                                                                           |                                                                                           |                                                                                           |                                                                                           |                                                                                           |                                                                                           | X50i                                                                                      |                                                                                           |                                                                                           |                                                                                           |

## Navigation

### Straßennavigationsgeräte
|                      |                      |                      |                      | 2011 | 2011 | 2011 | 2011 | 2012 | 2012 | 2012 | 2012 | 2013 | 2013 | 2013 | 2013   | 2014   | 2014   | 2014   | 2014   | 2015                | 2015                | 2015                | 2015                | 2016                | 2016                | 2016                | 2016                | 2017                | 2017                | 2017                | 2017                | 2018                | 2018                  | 2018                  | 2018                  | 2019                     | 2019                     | 2019                     | 2019                     | 2020                     | 2020                     | 2020                     | 2020                     | 2021                     | 2021                     | 2021                     | 2021                  | 2022                  | 2022               | 2022                       | 2022                       | 2023                       | 2023                       | 2023                       | 2023                       | 2024                       | 2024                       | 2024                       | 2024                       | 2025                       | 2025                       |
| 1                    | 2                    | 3                    | 4                    | 1    | 2    | 3    | 4    | 1    | 2    | 3    | 4    | 1    | 2    | 3    | 4      | 1      | 2      | 3      | 4      | 1                   | 2                   | 3                   | 4                   | 1                   | 2                   | 3                   | 4                   | 1                   | 2                   | 3                   | 4                   | 1                   | 2                     | 3                     | 4                     | 1                        | 2                        | 3                        | 4                        | 1                        | 2                        | 3                        | 4                        | 1                        | 2                        | 3                        | 4                     | 1                     | 2                  | 3                          | 4                          | 1                          | 2                          | 3                          | 4                          | 1                          | 2                          |                            |                            |                            |                            |
| zumo                 | zumo                 | zumo                 | zumo                 |      |      |      |      |      |      |      |      |      |      |      | 390 LM | 390 LM | 390 LM | 390 LM | 390 LM | 390 LM              | 390 LM              | 390 LM              | 390 LM              | 390 LM              | 390 LM              | 390 LM              | 390 LM              | 390 LM              | 390 LM              | 390 LM              | 390 LM              | 390 LM              | LMT-S                 | LMT-S                 | LMT-S                 | LMT-S                    | LMT-S                    | LMT-S                    | LMT-S                    | LMT-S                    | LMT-S                    | LMT-S                    | LMT-S                    | LMT-S                    | LMT-S                    | LMT-S                    | LMT-S                 | LMT-S                 | XT                 | XT                         | XT                         | XT                         | XT2                        | XT2                        | XT2                        | XT2                        | XT2                        | XT2                        | XT2                        | XT2                        | XT2                        |
| zumo                 | zumo                 | zumo                 | zumo                 |      |      |      |      |      |      |      |      |      |      |      |        |        |        |        |        |                     |                     |                     |                     |                     |                     | 395 LM              | 395 LM              | 395 LM              | 395 LM              | 395 LM              | 395 LM              | 395 LM              | 395 LM                | 395 LM                | 395 LM                | 395 LM                   | 395 LM                   | 595 LM                   | 595 LM                   | 595 LM                   | 595 LM                   | 595 LM                   | 595 LM                   | 595 LM                   | 595 LM                   | 595 LM                   | 595 LM                | 595 LM                | 595 LM             | 595 LM                     | 595 LM                     | 595 LM                     | 595 LM                     | 595 LM                     | 595 LM                     | 595 LM                     | 595 LM                     | 595 LM                     | 595 LM                     | 595 LM                     | 595 LM                     |
| zumo                 | zumo                 | zumo                 | zumo                 |      |      |      |      |      |      |      |      |      |      |      |        |        |        |        |        |                     |                     |                     |                     |                     |                     |                     |                     |                     |                     |                     |                     |                     |                       |                       |                       |                          |                          |                          |                          |                          |                          |                          |                          |                          |                          |                          |                       |                       |                    |                            |                            |                            |                            |                            |                            | R1                         |                            |                            |                            |                            |                            |
| dēzl                 | dēzl                 | dēzl                 | dēzl                 |      |      |      |      |      |      |      |      |      |      |      |        |        |        |        |        |                     |                     |                     |                     |                     |                     |                     |                     |                     |                     | 580 LMT-S           | 580 LMT-S           | 580 LMT-S           | 580 LMT-S             | 580 LMT-S             | 580 LMT-S             | 580 LMT-S                | 580 LMT-S                | 580 LMT-S                | 580 LMT-S                | 580 LMT-S                | OTR 700 / 800 / 1000     | OTR 700 / 800 / 1000     | OTR 700 / 800 / 1000     | OTR 700 / 800 / 1000     | OTR 500                  | OTR 500                  | OTR 500               | OTR 500               | OTR 500            | OTR 500                    | OTR 710/OTR 810/OTR 1010   | OTR 710/OTR 810/OTR 1010   | OTR 710/OTR 810/OTR 1010   | OTR 710/OTR 810/OTR 1010   | OTR 710/OTR 810/OTR 1010   | OTR 710/OTR 810/OTR 1010   | OTR 710/OTR 810/OTR 1010   | OTR 710/OTR 810/OTR 1010   | OTR 710/OTR 810/OTR 1010   | OTR 710/OTR 810/OTR 1010   | OTR 710/OTR 810/OTR 1010   |
| dēzl                 | dēzl                 | dēzl                 | dēzl                 |      |      |      |      |      |      |      |      |      |      |      |        |        |        |        |        | 570 LMT / 770 LMTHD | 570 LMT / 770 LMTHD | 570 LMT / 770 LMTHD | 570 LMT / 770 LMTHD | 570 LMT / 770 LMTHD | 570 LMT / 770 LMTHD | 570 LMT / 770 LMTHD | 570 LMT / 770 LMTHD | 570 LMT / 770 LMTHD | 570 LMT / 770 LMTHD | 570 LMT / 770 LMTHD | 570 LMT / 770 LMTHD | 570 LMT / 770 LMTHD | 780 LMT-S / 785 LMT-S | 780 LMT-S / 785 LMT-S | 780 LMT-S / 785 LMT-S | 780 LMT-S / 785 LMT-S    | 780 LMT-S / 785 LMT-S    | 780 LMT-S / 785 LMT-S    | 780 LMT-S / 785 LMT-S    | 780 LMT-S / 785 LMT-S    | 780 LMT-S / 785 LMT-S    | 780 LMT-S / 785 LMT-S    | 780 LMT-S / 785 LMT-S    | 780 LMT-S / 785 LMT-S    | 780 LMT-S / 785 LMT-S    | 780 LMT-S / 785 LMT-S    | 780 LMT-S / 785 LMT-S | 780 LMT-S / 785 LMT-S | Headset 100 / 200  | Headset 100 / 200          | Headset 100 / 200          | Headset 100 / 200          | Headset 100 / 200          | Headset 100 / 200          | Headset 100 / 200          | Headset 100 / 200          | Headset 100 / 200          | Headset 100 / 200          | Headset 100 / 200          | Headset 100 / 200          | Headset 100 / 200          |
| dēzl                 | dēzl                 | dēzl                 | dēzl                 |      |      |      |      |      |      |      |      |      |      |      |        |        |        |        |        |                     |                     |                     |                     |                     |                     |                     |                     |                     |                     |                     |                     |                     |                       |                       |                       |                          |                          |                          |                          |                          |                          |                          |                          | Instinct 2               |                          |                          |                       |                       |                    |                            |                            |                            |                            |                            |                            |                            |                            |                            |                            |                            |                            |
| Drive                | Drive                | Drive                | Drive                |      |      |      |      |      |      |      |      |      |      |      |        |        |        |        |        |                     |                     |                     |                     |                     |                     |                     |                     |                     |                     |                     |                     |                     |                       |                       |                       | 52 / Smart 55 / Smart 65 | 52 / Smart 55 / Smart 65 | 52 / Smart 55 / Smart 65 | 52 / Smart 55 / Smart 65 | 52 / Smart 55 / Smart 65 | 52 / Smart 55 / Smart 65 | 52 / Smart 55 / Smart 65 | 52 / Smart 55 / Smart 65 | 52 / Smart 55 / Smart 65 | 52 / Smart 55 / Smart 65 | 52 / Smart 55 / Smart 65 | Smart 66 / 76 / 86    | Smart 66 / 76 / 86    | Smart 66 / 76 / 86 | Smart 66 / 76 / 86         | Smart 66 / 76 / 86         | Smart 66 / 76 / 86         | Smart 66 / 76 / 86         | Smart 66 / 76 / 86         | Smart 66 / 76 / 86         | Smart 66 / 76 / 86         | Smart 66 / 76 / 86         | Smart 66 / 76 / 86         | Smart 66 / 76 / 86         | Smart 66 / 76 / 86         | Smart 66 / 76 / 86         |
| Drive                | Drive                | Drive                | Drive                |      |      |      |      |      |      |      |      |      |      |      |        |        |        |        |        |                     |                     |                     |                     |                     |                     |                     |                     |                     |                     |                     |                     |                     |                       |                       |                       |                          |                          |                          |                          |                          |                          |                          |                          |                          |                          |                          | 66 / 76 / 86          | 66 / 76 / 86          | 66 / 76 / 86       | Cam 76                     | Cam 76                     | Cam 76                     | 53 / 53 & Traffic          | 53 / 53 & Traffic          | 53 / 53 & Traffic          | 53 / 53 & Traffic          | 53 / 53 & Traffic          | 53 / 53 & Traffic          | 53 / 53 & Traffic          | 53 / 53 & Traffic          | 53 / 53 & Traffic          |
| Navis für Wohnmobile | Navis für Wohnmobile | Navis für Wohnmobile | Navis für Wohnmobile |      |      |      |      |      |      |      |      |      |      |      |        |        |        |        |        |                     |                     |                     |                     |                     |                     |                     |                     |                     |                     |                     |                     |                     |                       |                       |                       |                          | Overlander               | Overlander               | Overlander               | Overlander               | Overlander               | Overlander               | Overlander               | Overlander               | Overlander               | Overlander               | Overlander            | Overlander            | Overlander         | CamperCam 795 / 895 / 1095 | CamperCam 795 / 895 / 1095 | CamperCam 795 / 895 / 1095 | CamperCam 795 / 895 / 1095 | CamperCam 795 / 895 / 1095 | CamperCam 795 / 895 / 1095 | CamperCam 795 / 895 / 1095 | CamperCam 795 / 895 / 1095 | CamperCam 795 / 895 / 1095 | CamperCam 795 / 895 / 1095 | CamperCam 795 / 895 / 1095 | CamperCam 795 / 895 / 1095 |

### Dashcams

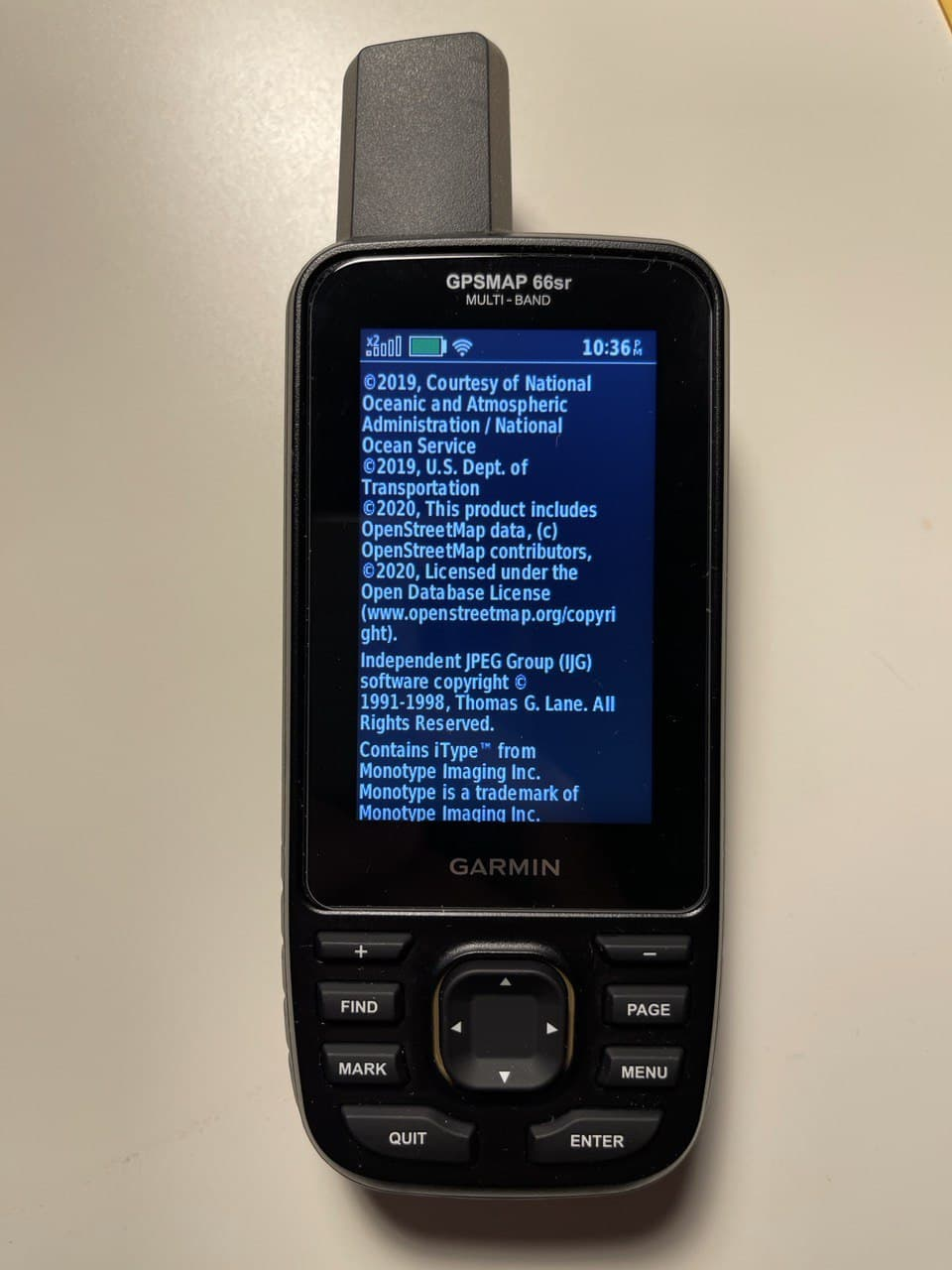
Garmin GPSmap 66sr (2020)

| Dashcams | Dashcams | Dashcams | Dashcams | Dashcams | Dashcams | Dashcams | Dashcams | Dashcams | Dashcams | Dashcams | Dashcams | Dashcams | Dashcams | Dashcams | Dashcams | Dashcams | Dashcams | Dashcams | Dashcams | Dashcams | Dashcams | Dashcams             | Dashcams             | Dashcams             | Dashcams | Dashcams | Dashcams | Dashcams | Dashcams | Dashcams               | Dashcams               | Dashcams               | Dashcams               | Dashcams               | Dashcams               | Dashcams               | Dashcams | Dashcams | Dashcams | Dashcams | Dashcams | Dashcams | Dashcams                    | Dashcams                    |
| -------- | -------- | -------- | -------- | -------- | -------- | -------- | -------- | -------- | -------- | -------- | -------- | -------- | -------- | -------- | -------- | -------- | -------- | -------- | -------- | -------- | -------- | -------------------- | -------------------- | -------------------- | -------- | -------- | -------- | -------- | -------- | ---------------------- | ---------------------- | ---------------------- | ---------------------- | ---------------------- | ---------------------- | ---------------------- | -------- | -------- | -------- | -------- | -------- | -------- | --------------------------- | --------------------------- |
|          | 2015     | 2015     | 2015     | 2015     | 2016     | 2016     | 2016     | 2016     | 2017     | 2017     | 2017     | 2017     | 2018     | 2018     | 2018     | 2018     | 2018     | 2018     | 2018     | 2018     | 2019     | 2019                 | 2019                 | 2019                 | 2020     | 2020     | 2020     | 2020     | 2021     | 2021                   | 2021                   | 2021                   | 2022                   | 2022                   | 2022                   | 2022                   | 2023     | 2023     | 2023     | 2023     | 2024     | 2024     | 2024                        | 2024                        |
| 1        | 2        | 3        | 4        | 1        | 2        | 3        | 4        | 1        | 2        | 3        | 4        | 1        | 2        | 3        | 4        | 1        | 2        | 3        | 4        | 1        | 2        | 3                    | 4                    | 1                    | 2        | 3        | 4        | 1        | 2        | 3                      | 4                      | 1                      | 2                      | 3                      | 4                      | 1                      | 2        | 3        | 4        | 1        | 2        | 3        | 4                           |                             |
| Dashcam  |          |          | 30 / 35  | 30 / 35  | 30 / 35  | 30 / 35  | 30 / 35  | 30 / 35  | 30 / 35  | 30 / 35  | 65W      | 65W      | 65W      | 65W      | 65W      | 65W      | 65W      | 65W      | 65W      | 65W      | 65W      | 46 / 56 / 66W / Mini | 46 / 56 / 66W / Mini | 46 / 56 / 66W / Mini | Tandem   | Tandem   | Tandem   | Tandem   | Tandem   | Mini 2 / 47 / 57 / 67W | Mini 2 / 47 / 57 / 67W | Mini 2 / 47 / 57 / 67W | Mini 2 / 47 / 57 / 67W | Mini 2 / 47 / 57 / 67W | Mini 2 / 47 / 57 / 67W | Mini 2 / 47 / 57 / 67W | Live     | Live     | Live     | Live     | Live     | Live     | Mini 3 / X110 / X210 / X310 | Mini 3 / X110 / X210 / X310 |
| Dashcam  |          |          |          |          |          |          |          |          |          | 45 / 55  |          |          |          |          |          |          |          |          |          |          |          |                      |                      |                      |          |          |          |          |          |                        |                        |                        |                        |                        |                        |                        |          |          |          |          |          |          |                             |                             |

### Handgeräte
| Handgeräte               | Handgeräte | Handgeräte | Handgeräte | Handgeräte | Handgeräte | Handgeräte | Handgeräte | Handgeräte | Handgeräte           | Handgeräte           | Handgeräte           | Handgeräte           | Handgeräte           | Handgeräte           | Handgeräte           | Handgeräte | Handgeräte               | Handgeräte               | Handgeräte               | Handgeräte               | Handgeräte               | Handgeräte               | Handgeräte               | Handgeräte               | Handgeräte               | Handgeräte               | Handgeräte               | Handgeräte               | Handgeräte                 | Handgeräte                 | Handgeräte                 | Handgeräte                 | Handgeräte                 | Handgeräte                 | Handgeräte                 | Handgeräte                 | Handgeräte                        | Handgeräte                        | Handgeräte                        | Handgeräte                        | Handgeräte                        | Handgeräte                        | Handgeräte                                                | Handgeräte                                                | Handgeräte                                                | Handgeräte                                                | Handgeräte                                                | Handgeräte                                                | Handgeräte                                                | Handgeräte                                                | Handgeräte                                                | Handgeräte                                                | Handgeräte                                                | Handgeräte                                                | Handgeräte                                                | Handgeräte                                                | Handgeräte                                                | Handgeräte                                                | Handgeräte       | Handgeräte       | Handgeräte       | Handgeräte       | Handgeräte       | Handgeräte       | Handgeräte       | Handgeräte       | Handgeräte       | Handgeräte       | Handgeräte       | Handgeräte       | Handgeräte       | Handgeräte       | Handgeräte       | Handgeräte       | Handgeräte                         | Handgeräte                         | Handgeräte                         | Handgeräte                         | Handgeräte                         | Handgeräte                         | Handgeräte                         | Handgeräte                         | Handgeräte                         | Handgeräte                         | Handgeräte                                          | Handgeräte                                          | Handgeräte                                          | Handgeräte                                          | Handgeräte                                          | Handgeräte                                          | Handgeräte                                          | Handgeräte                                          | Handgeräte                                          | Handgeräte                                          | Handgeräte                                          | Handgeräte                                          | Handgeräte                                          | Handgeräte                                          | Handgeräte                                          | Handgeräte                                          | Handgeräte                                          | Handgeräte                                          | Handgeräte                                          | Handgeräte                                          | Handgeräte               | Handgeräte           | Handgeräte           | Handgeräte           | Handgeräte           | Handgeräte           | Handgeräte                 | Handgeräte                 | Handgeräte                 | Handgeräte                 |
| ------------------------ | ---------- | ---------- | ---------- | ---------- | ---------- | ---------- | ---------- | ---------- | -------------------- | -------------------- | -------------------- | -------------------- | -------------------- | -------------------- | -------------------- | ---------- | ------------------------ | ------------------------ | ------------------------ | ------------------------ | ------------------------ | ------------------------ | ------------------------ | ------------------------ | ------------------------ | ------------------------ | ------------------------ | ------------------------ | -------------------------- | -------------------------- | -------------------------- | -------------------------- | -------------------------- | -------------------------- | -------------------------- | -------------------------- | --------------------------------- | --------------------------------- | --------------------------------- | --------------------------------- | --------------------------------- | --------------------------------- | --------------------------------------------------------- | --------------------------------------------------------- | --------------------------------------------------------- | --------------------------------------------------------- | --------------------------------------------------------- | --------------------------------------------------------- | --------------------------------------------------------- | --------------------------------------------------------- | --------------------------------------------------------- | --------------------------------------------------------- | --------------------------------------------------------- | --------------------------------------------------------- | --------------------------------------------------------- | --------------------------------------------------------- | --------------------------------------------------------- | --------------------------------------------------------- | ---------------- | ---------------- | ---------------- | ---------------- | ---------------- | ---------------- | ---------------- | ---------------- | ---------------- | ---------------- | ---------------- | ---------------- | ---------------- | ---------------- | ---------------- | ---------------- | ---------------------------------- | ---------------------------------- | ---------------------------------- | ---------------------------------- | ---------------------------------- | ---------------------------------- | ---------------------------------- | ---------------------------------- | ---------------------------------- | ---------------------------------- | --------------------------------------------------- | --------------------------------------------------- | --------------------------------------------------- | --------------------------------------------------- | --------------------------------------------------- | --------------------------------------------------- | --------------------------------------------------- | --------------------------------------------------- | --------------------------------------------------- | --------------------------------------------------- | --------------------------------------------------- | --------------------------------------------------- | --------------------------------------------------- | --------------------------------------------------- | --------------------------------------------------- | --------------------------------------------------- | --------------------------------------------------- | --------------------------------------------------- | --------------------------------------------------- | --------------------------------------------------- | ------------------------ | -------------------- | -------------------- | -------------------- | -------------------- | -------------------- | -------------------------- | -------------------------- | -------------------------- | -------------------------- |
|                          | 1997       | 1997       | 1997       | 1997       | 1998       | 1998       | 1998       | 1998       | 1999                 | 1999                 | 1999                 | 1999                 | 2000                 | 2000                 | 2000                 | 2000       | 2001                     | 2001                     | 2001                     | 2001                     | 2002                     | 2002                     | 2002                     | 2002                     | 2003                     | 2003                     | 2003                     | 2003                     | 2004                       | 2004                       | 2004                       | 2004                       | 2005                       | 2005                       | 2005                       | 2005                       | 2006                              | 2006                              | 2006                              | 2006                              | 2007                              | 2007                              | 2007                                                      | 2007                                                      | 2008                                                      | 2008                                                      | 2008                                                      | 2008                                                      | 2009                                                      | 2009                                                      | 2009                                                      | 2009                                                      | 2010                                                      | 2010                                                      | 2010                                                      | 2010                                                      | 2011                                                      | 2011                                                      | 2011             | 2011             | 2012             | 2012             | 2012             | 2012             | 2013             | 2013             | 2013             | 2013             | 2014             | 2014             | 2014             | 2014             | 2015             | 2015             | 2015                               | 2015                               | 2016                               | 2016                               | 2016                               | 2016                               | 2017                               | 2017                               | 2017                               | 2017                               | 2018                                                | 2018                                                | 2018                                                | 2018                                                | 2019                                                | 2019                                                | 2019                                                | 2019                                                | 2020                                                | 2020                                                | 2020                                                | 2020                                                | 2021                                                | 2021                                                | 2021                                                | 2021                                                | 2022                                                | 2022                                                | 2022                                                | 2022                                                | 2023                     | 2023                 | 2023                 | 2023                 | 2024                 | 2024                 | 2024                       | 2024                       | 2025                       | 2025                       |
| 1                        | 2          | 3          | 4          | 1          | 2          | 3          | 4          | 1          | 2                    | 3                    | 4                    | 1                    | 2                    | 3                    | 4                    | 1          | 2                        | 3                        | 4                        | 1                        | 2                        | 3                        | 4                        | 1                        | 2                        | 3                        | 4                        | 1                        | 2                          | 3                          | 4                          | 1                          | 2                          | 3                          | 4                          | 1                          | 2                                 | 3                                 | 4                                 | 1                                 | 2                                 | 3                                 | 4                                                         | 1                                                         | 2                                                         | 3                                                         | 4                                                         | 1                                                         | 2                                                         | 3                                                         | 4                                                         | 1                                                         | 2                                                         | 3                                                         | 4                                                         | 1                                                         | 2                                                         | 3                                                         | 4                | 1                | 2                | 3                | 4                | 1                | 2                | 3                | 4                | 1                | 2                | 3                | 4                | 1                | 2                | 3                | 4                                  | 1                                  | 2                                  | 3                                  | 4                                  | 1                                  | 2                                  | 3                                  | 4                                  | 1                                  | 2                                                   | 3                                                   | 4                                                   | 1                                                   | 2                                                   | 3                                                   | 4                                                   | 1                                                   | 2                                                   | 3                                                   | 4                                                   | 1                                                   | 2                                                   | 3                                                   | 4                                                   | 1                                                   | 2                                                   | 3                                                   | 4                                                   | 1                                                   | 2                        | 3                    | 4                    | 1                    | 2                    | 3                    | 4                          | 1                          | 2                          |                            |
| GPS                      | II Plus    | II Plus    | II Plus    | III        | III        | III        | III        | III        | III Plus / III Pilot | III Plus / III Pilot | III Plus / III Pilot | III Plus / III Pilot | III Plus / III Pilot | III Plus / III Pilot | III Plus / III Pilot | V          | V                        | V                        | V                        | V Deluxe                 | V Deluxe                 | V Deluxe                 | V Deluxe                 | V Deluxe                 | V Deluxe                 | V Deluxe                 | V Deluxe                 | V Deluxe                 | V Deluxe                   | V Deluxe                   | V Deluxe                   | V Deluxe                   | V Deluxe                   | V Deluxe                   |                            |                            |                                   |                                   |                                   |                                   |                                   |                                   |                                                           |                                                           |                                                           |                                                           |                                                           |                                                           |                                                           |                                                           |                                                           |                                                           |                                                           |                                                           |                                                           |                                                           |                                                           |                                                           |                  |                  |                  |                  |                  |                  |                  |                  |                  |                  |                  |                  |                  |                  |                  |                  |                                    |                                    |                                    |                                    |                                    |                                    |                                    |                                    |                                    |                                    |                                                     |                                                     |                                                     |                                                     |                                                     |                                                     |                                                     |                                                     |                                                     |                                                     |                                                     |                                                     |                                                     |                                                     |                                                     |                                                     |                                                     |                                                     |                                                     |                                                     |                          |                      |                      |                      |                      |                      |                            |                            |                            |                            |
| GPS                      | 12 / 12XL  | 12 / 12XL  | 12 / 12XL  | 12 / 12XL  | 12 / 12XL  | 12 / 12XL  | 12 / 12XL  | 12 / 12XL  | 12Cx                 | 12Cx                 | 12Cx                 | 12map                | 12map                | 12map                | 12map                | 12map      | 12map                    | 12map                    | 12map                    | 12map                    | 12map                    |                          |                          |                          |                          |                          |                          |                          |                            |                            |                            |                            |                            |                            |                            |                            |                                   |                                   |                                   |                                   |                                   |                                   |                                                           |                                                           |                                                           |                                                           |                                                           |                                                           |                                                           |                                                           |                                                           |                                                           |                                                           |                                                           |                                                           |                                                           |                                                           |                                                           |                  |                  |                  |                  |                  |                  |                  |                  |                  |                  |                  |                  |                  |                  |                  |                  |                                    |                                    |                                    |                                    |                                    |                                    |                                    |                                    |                                    |                                    |                                                     |                                                     |                                                     |                                                     |                                                     |                                                     |                                                     |                                                     |                                                     |                                                     |                                                     |                                                     |                                                     |                                                     |                                                     |                                                     |                                                     |                                                     |                                                     |                                                     |                          |                      |                      |                      |                      |                      |                            |                            |                            |                            |
| GPS                      |            |            |            |            |            |            |            |            |                      |                      |                      |                      |                      |                      |                      |            |                          |                          |                          |                          |                          |                          |                          | 72                       | 72                       | 72                       | 72                       | 72                       | 72                         | 72                         | 72                         | 72                         | 72                         | 72                         | 72                         | 72                         | 72                                | 72                                | 72                                | 72                                | 72                                | 72                                | 72                                                        | 72                                                        | 72                                                        | 72                                                        | 72                                                        | 72                                                        | 72                                                        | 72                                                        | 72                                                        | 72H                                                       | 72H                                                       | 72H                                                       | 72H                                                       | 72H                                                       | 72H                                                       | 72H                                                       | 72H              | 72H              | 72H              | 72H              | 72H              | 72H              | 72H              | 72H              | 72H              | 72H              | 72H              | 72H              | 72H              | 72H              | 72H              | 72H              | 72H                                | 73                                 | 73                                 | 73                                 | 73                                 | 73                                 | 73                                 | 73                                 | 73                                 | 73                                 | 73                                                  | 73                                                  | 73                                                  | 73                                                  | 73                                                  | 73                                                  | 73                                                  | 73                                                  | 73                                                  | 73                                                  | 73                                                  | 73                                                  | 73                                                  | 73                                                  | 73                                                  | 73                                                  | 73                                                  | 73                                                  | 73                                                  | 73                                                  | 73                       | 73                   | 73                   | 73                   | 73                   | 73                   | 73                         | 73                         | 73                         | 73                         |
| GPS                      |            |            |            |            |            |            |            |            |                      |                      |                      |                      |                      |                      |                      |            |                          |                          |                          |                          |                          |                          |                          |                          |                          |                          |                          | 60                       |                            |                            |                            |                            |                            |                            |                            |                            |                                   |                                   |                                   |                                   |                                   |                                   |                                                           |                                                           |                                                           |                                                           |                                                           |                                                           |                                                           |                                                           |                                                           |                                                           |                                                           |                                                           |                                                           |                                                           |                                                           |                                                           |                  |                  |                  |                  |                  |                  |                  |                  |                  |                  |                  |                  |                  |                  |                  |                  |                                    |                                    |                                    |                                    |                                    |                                    |                                    |                                    |                                    |                                    |                                                     |                                                     |                                                     |                                                     |                                                     |                                                     |                                                     |                                                     |                                                     |                                                     |                                                     |                                                     |                                                     |                                                     |                                                     |                                                     |                                                     |                                                     |                                                     |                                                     |                          |                      |                      |                      |                      |                      |                            |                            |                            |                            |
| Geko                     |            |            |            |            |            |            |            |            |                      |                      |                      |                      |                      |                      |                      |            |                          |                          |                          |                          |                          |                          |                          |                          |                          |                          |                          |                          |                            |                            |                            |                            |                            |                            |                            |                            |                                   |                                   | 101/ 201                          | 101/ 201                          | 301                               | 301                               | 301                                                       | 301                                                       | 301                                                       | 301                                                       | 301                                                       | 301                                                       | 301                                                       | 301                                                       | 301                                                       | 301                                                       | 301                                                       | 301                                                       | 301                                                       | 301                                                       | 301                                                       | 301                                                       | 301              | 301              |                  |                  |                  |                  |                  |                  |                  |                  |                  |                  |                  |                  |                  |                  |                                    |                                    |                                    |                                    |                                    |                                    |                                    |                                    |                                    |                                    |                                                     |                                                     |                                                     |                                                     |                                                     |                                                     |                                                     |                                                     |                                                     |                                                     |                                                     |                                                     |                                                     |                                                     |                                                     |                                                     |                                                     |                                                     |                                                     |                                                     |                          |                      |                      |                      |                      |                      |                            |                            |                            |                            |
| eTrex                    |            |            |            |            |            |            |            |            |                      |                      |                      | eTrex / Camo         | eTrex / Camo         | eTrex / Camo         | Summit               | Summit     | Venture / Legend / Vista | Venture / Legend / Vista | Venture / Legend / Vista | Venture / Legend / Vista | Venture / Legend / Vista | Venture / Legend / Vista | Venture / Legend / Vista | Venture / Legend / Vista | Venture / Legend / Vista | Venture / Legend / Vista | Venture / Legend / Vista | Venture / Legend / Vista | Venture / Legend / Vista   | Venture / Legend / Vista   | Legend C / Vista C         | Legend C / Vista C         | Legend C / Vista C         | Legend C / Vista C         | Legend C / Vista C         | Legend C / Vista C         | Venture Cx / Legend Cx / Vista Cx | Venture Cx / Legend Cx / Vista Cx | Venture Cx / Legend Cx / Vista Cx | Venture Cx / Legend Cx / Vista Cx | Venture Cx / Legend Cx / Vista Cx | Venture Cx / Legend Cx / Vista Cx | eTrex H / Venture HC / Summit HC / Legend HCx / Vista HCx | eTrex H / Venture HC / Summit HC / Legend HCx / Vista HCx | eTrex H / Venture HC / Summit HC / Legend HCx / Vista HCx | eTrex H / Venture HC / Summit HC / Legend HCx / Vista HCx | eTrex H / Venture HC / Summit HC / Legend HCx / Vista HCx | eTrex H / Venture HC / Summit HC / Legend HCx / Vista HCx | eTrex H / Venture HC / Summit HC / Legend HCx / Vista HCx | eTrex H / Venture HC / Summit HC / Legend HCx / Vista HCx | eTrex H / Venture HC / Summit HC / Legend HCx / Vista HCx | eTrex H / Venture HC / Summit HC / Legend HCx / Vista HCx | eTrex H / Venture HC / Summit HC / Legend HCx / Vista HCx | eTrex H / Venture HC / Summit HC / Legend HCx / Vista HCx | eTrex H / Venture HC / Summit HC / Legend HCx / Vista HCx | eTrex H / Venture HC / Summit HC / Legend HCx / Vista HCx | eTrex H / Venture HC / Summit HC / Legend HCx / Vista HCx | eTrex H / Venture HC / Summit HC / Legend HCx / Vista HCx | 10 / 20 / 30     | 10 / 20 / 30     | 10 / 20 / 30     | 10 / 20 / 30     | 10 / 20 / 30     | 10 / 20 / 30     | 10 / 20 / 30     | 10 / 20 / 30     | 10 / 20 / 30     | 10 / 20 / 30     | 10 / 20 / 30     | 10 / 20 / 30     | 10 / 20 / 30     | 10 / 20 / 30     | 10 / 20 / 30     | 10 / 20 / 30     | 10 / 20x / 30x Touch 25 / 35 / 35t | 10 / 20x / 30x Touch 25 / 35 / 35t | 10 / 20x / 30x Touch 25 / 35 / 35t | 10 / 20x / 30x Touch 25 / 35 / 35t | 10 / 20x / 30x Touch 25 / 35 / 35t | 10 / 20x / 30x Touch 25 / 35 / 35t | 10 / 20x / 30x Touch 25 / 35 / 35t | 10 / 20x / 30x Touch 25 / 35 / 35t | 10 / 20x / 30x Touch 25 / 35 / 35t | 10 / 20x / 30x Touch 25 / 35 / 35t | 10 / 20x / 30x Touch 25 / 35 / 35t                  | 10 / 20x / 30x Touch 25 / 35 / 35t                  | 10 / 20x / 30x Touch 25 / 35 / 35t                  | 10 / 20x / 30x Touch 25 / 35 / 35t                  | 10 / 20x / 30x Touch 25 / 35 / 35t                  | 22x / 32x                                           | 22x / 32x                                           | 22x / 32x                                           | 22x / 32x                                           | 22x / 32x                                           | 22x / 32x                                           | 22x / 32x                                           | 22x / 32x                                           | 22x / 32x                                           | 22x / 32x                                           | 22x / 32x                                           | 22x / 32x                                           | 22x / 32x                                           | 22x / 32x                                           | 22x / 32x                                           | 22x / 32x                | SE                   | SE                   | Solar                | Solar                | Solar                | Solar                      | Solar                      | Solar                      | Solar                      |
| GPSmap                   |            |            |            |            |            |            |            |            |                      |                      |                      |                      |                      |                      |                      |            |                          |                          | 76                       | 76                       | 76                       | 76s                      | 76s                      | 76s                      | 76s                      | 76s                      | 76s                      | 76s                      | 76s                        | 76C / 76CS                 | 76C / 76CS                 | 76C / 76CS                 | 76C / 76CS                 | 76C / 76CS                 | 76C / 76CS                 | 76C / 76CS                 | 76Cx / 76CSx                      | 76Cx / 76CSx                      | 76Cx / 76CSx                      | 76Cx / 76CSx                      | 76Cx / 76CSx                      | 76Cx / 76CSx                      | 76Cx / 76CSx                                              | 76Cx / 76CSx                                              | 76Cx / 76CSx                                              | 76Cx / 76CSx                                              | 76Cx / 76CSx                                              | 76Cx / 76CSx                                              | 76Cx / 76CSx                                              | 76Cx / 76CSx                                              | 76Cx / 76CSx                                              | 76Cx / 76CSx                                              | 76Cx / 76CSx                                              | 78 / 78s / 78sc                                           | 78 / 78s / 78sc                                           | 78 / 78s / 78sc                                           | 78 / 78s / 78sc                                           | 78 / 78s / 78sc                                           | 78 / 78s / 78sc  | 78 / 78s / 78sc  | 78 / 78s / 78sc  | 78 / 78s / 78sc  | 78 / 78s / 78sc  | 78 / 78s / 78sc  | 78 / 78s / 78sc  | 78 / 78s / 78sc  | 78 / 78s / 78sc  | 78 / 78s / 78sc  | 78 / 78s / 78sc  | 78 / 78s / 78sc  | 78 / 78s / 78sc  | 78 / 78s / 78sc  | 78 / 78s / 78sc  | 78 / 78s / 78sc  | 78 / 78s / 78sc                    | 78 / 78s / 78sc                    | 78 / 78s / 78sc                    | 78 / 78s / 78sc                    | 78 / 78s / 78sc                    | 78 / 78s / 78sc                    | 78 / 78s / 78sc                    | 78 / 78s / 78sc                    | 78 / 78s / 78sc                    | 78 / 78s / 78sc                    |                                                     |                                                     |                                                     |                                                     | 66i                                                 | 66i                                                 | 66i                                                 | 66i                                                 | 66i                                                 | 66i                                                 | 66i                                                 | 66i                                                 | 66i                                                 | 66i                                                 | 66i                                                 | 66i                                                 | 66i                                                 | 66i                                                 | 66i                                                 | 66i                                                 | 66i                      | 66i                  | 66i                  | 66i                  | 66i                  | 66i                  | 66i                        | 66i                        | 66i                        | 66i                        |
| GPSmap                   |            |            |            |            |            |            |            |            |                      |                      |                      |                      |                      |                      |                      |            |                          |                          |                          |                          |                          |                          |                          |                          |                          |                          |                          |                          | 60C / 60CS (60 ab 01/2005) | 60C / 60CS (60 ab 01/2005) | 60C / 60CS (60 ab 01/2005) | 60C / 60CS (60 ab 01/2005) | 60C / 60CS (60 ab 01/2005) | 60C / 60CS (60 ab 01/2005) | 60C / 60CS (60 ab 01/2005) | 60C / 60CS (60 ab 01/2005) | 60Cx / 60CSx                      | 60Cx / 60CSx                      | 60Cx / 60CSx                      | 60Cx / 60CSx                      | 60Cx / 60CSx                      | 60Cx / 60CSx                      | 60Cx / 60CSx                                              | 60Cx / 60CSx                                              | 60Cx / 60CSx                                              | 60Cx / 60CSx                                              | 60Cx / 60CSx                                              | 60Cx / 60CSx                                              | 60Cx / 60CSx                                              | 60Cx / 60CSx                                              | 60Cx / 60CSx                                              | 60Cx / 60CSx                                              | 60Cx / 60CSx                                              | 62 / 62s / 62st                                           | 62 / 62s / 62st                                           | 62 / 62s / 62st                                           | 62 / 62s / 62st                                           | 62sc / 62stc                                              | 62sc / 62stc     | 62sc / 62stc     | 62sc / 62stc     | 62sc / 62stc     | 62sc / 62stc     | 62sc / 62stc     | 62sc / 62stc     | 62sc / 62stc     | 62sc / 62stc     | 62sc / 62stc     | 64 / 64s / 64st  | 64 / 64s / 64st  | 64 / 64s / 64st  | 64 / 64s / 64st  | 64 / 64s / 64st  | 64 / 64s / 64st  | 64 / 64s / 64st                    | 64 / 64s / 64st                    | 64 / 64s / 64st                    | 64 / 64s / 64st                    | 64 / 64s / 64st                    | 64sc                               | 64sc                               | 64sc                               | 64sc                               | 64sc                               | 64x / 64sx, 65 / 65s / 65x, 66i / 66s / 66sr / 66st | 64x / 64sx, 65 / 65s / 65x, 66i / 66s / 66sr / 66st | 64x / 64sx, 65 / 65s / 65x, 66i / 66s / 66sr / 66st | 64x / 64sx, 65 / 65s / 65x, 66i / 66s / 66sr / 66st | 64x / 64sx, 65 / 65s / 65x, 66i / 66s / 66sr / 66st | 64x / 64sx, 65 / 65s / 65x, 66i / 66s / 66sr / 66st | 64x / 64sx, 65 / 65s / 65x, 66i / 66s / 66sr / 66st | 64x / 64sx, 65 / 65s / 65x, 66i / 66s / 66sr / 66st | 64x / 64sx, 65 / 65s / 65x, 66i / 66s / 66sr / 66st | 64x / 64sx, 65 / 65s / 65x, 66i / 66s / 66sr / 66st | 64x / 64sx, 65 / 65s / 65x, 66i / 66s / 66sr / 66st | 64x / 64sx, 65 / 65s / 65x, 66i / 66s / 66sr / 66st | 64x / 64sx, 65 / 65s / 65x, 66i / 66s / 66sr / 66st | 64x / 64sx, 65 / 65s / 65x, 66i / 66s / 66sr / 66st | 64x / 64sx, 65 / 65s / 65x, 66i / 66s / 66sr / 66st | 64x / 64sx, 65 / 65s / 65x, 66i / 66s / 66sr / 66st | 64x / 64sx, 65 / 65s / 65x, 66i / 66s / 66sr / 66st | 64x / 64sx, 65 / 65s / 65x, 66i / 66s / 66sr / 66st | 64x / 64sx, 65 / 65s / 65x, 66i / 66s / 66sr / 66st | 64x / 64sx, 65 / 65s / 65x, 66i / 66s / 66sr / 66st | 67 / 67i                 | 67 / 67i             | 67 / 67i             | 67 / 67i             | 67 / 67i             | 67 / 67i             | 67 / 67i                   | 67 / 67i                   | 67 / 67i                   | 67 / 67i                   |
| GPSmap                   |            |            |            |            |            |            |            |            |                      |                      |                      |                      |                      |                      |                      |            |                          |                          |                          |                          |                          |                          |                          |                          |                          |                          |                          |                          |                            |                            |                            |                            |                            |                            |                            |                            |                                   |                                   |                                   |                                   |                                   |                                   |                                                           |                                                           |                                                           |                                                           |                                                           |                                                           |                                                           |                                                           |                                                           |                                                           |                                                           |                                                           |                                                           |                                                           |                                                           |                                                           |                  |                  |                  |                  |                  |                  |                  |                  |                  |                  |                  |                  |                  |                  |                  |                  |                                    |                                    |                                    |                                    | 276 Cx                             |                                    |                                    |                                    |                                    |                                    |                                                     |                                                     |                                                     |                                                     |                                                     |                                                     |                                                     |                                                     |                                                     |                                                     |                                                     |                                                     |                                                     |                                                     |                                                     |                                                     |                                                     |                                                     |                                                     |                                                     |                          |                      |                      |                      |                      |                      |                            |                            |                            |                            |
| Colorado                 |            |            |            |            |            |            |            |            |                      |                      |                      |                      |                      |                      |                      |            |                          |                          |                          |                          |                          |                          |                          |                          |                          |                          |                          |                          |                            |                            |                            |                            |                            |                            |                            |                            |                                   |                                   |                                   |                                   |                                   |                                   |                                                           |                                                           | 300 / 400c / 400i / 400t                                  | 300 / 400c / 400i / 400t                                  | 300 / 400c / 400i / 400t                                  | 300 / 400c / 400i / 400t                                  | 300 / 400c / 400i / 400t                                  | 300 / 400c / 400i / 400t                                  | 300 / 400c / 400i / 400t                                  | 300 / 400c / 400i / 400t                                  | 300 / 400c / 400i / 400t                                  | 300 / 400c / 400i / 400t                                  |                                                           |                                                           |                                                           |                                                           |                  |                  |                  |                  |                  |                  |                  |                  |                  |                  |                  |                  |                  |                  |                  |                  |                                    |                                    |                                    |                                    |                                    |                                    |                                    |                                    |                                    |                                    |                                                     |                                                     |                                                     |                                                     |                                                     |                                                     |                                                     |                                                     |                                                     |                                                     |                                                     |                                                     |                                                     |                                                     |                                                     |                                                     |                                                     |                                                     |                                                     |                                                     |                          |                      |                      |                      |                      |                      |                            |                            |                            |                            |
| Oregon                   |            |            |            |            |            |            |            |            |                      |                      |                      |                      |                      |                      |                      |            |                          |                          |                          |                          |                          |                          |                          |                          |                          |                          |                          |                          |                            |                            |                            |                            |                            |                            |                            |                            |                                   |                                   |                                   |                                   |                                   |                                   |                                                           |                                                           |                                                           |                                                           | 200 / 300 / 400c / i/t                                    | 200 / 300 / 400c / i/t                                    | 200 / 300 / 400c / i/t                                    | 200 / 300 / 400c / i/t                                    | 200 / 300 / 400c / i/t                                    | 200 / 300 / 400c / i/t                                    | 450 / 450t                                                | 450 / 450t                                                | 450 / 450t                                                | 450 / 450t                                                | 450 / 450t                                                | 450 / 450t                                                | 450 / 450t       | 450 / 450t       | 450 / 450t       | 450 / 450t       | 450 / 450t       | 450 / 450t       | 600 / 600t       | 600 / 600t       | 600 / 600t       | 600 / 600t       | 600 / 600t       | 600 / 600t       | 600 / 600t       | 600 / 600t       | 600 / 600t       | 600 / 600t       | 600 / 600t                         | 600 / 600t                         | 600 / 600t                         | 700                                | 700                                | 700                                | 700                                | 700                                | 700                                | 700                                | 700                                                 | 700                                                 | 700                                                 | 700                                                 | 700                                                 | 700                                                 | 700                                                 | 700                                                 | 700                                                 | 700                                                 | 700                                                 | 700                                                 | 700                                                 | 700                                                 | 700                                                 | 700                                                 | 700                                                 | 700                                                 | 700                                                 | 700                                                 | 700                      | 700                  | 700                  | 700                  | 700                  | 700                  | 700                        | 700                        | 700                        | 700                        |
| Oregon                   |            |            |            |            |            |            |            |            |                      |                      |                      |                      |                      |                      |                      |            |                          |                          |                          |                          |                          |                          |                          |                          |                          |                          |                          |                          |                            |                            |                            |                            |                            |                            |                            |                            |                                   |                                   |                                   |                                   |                                   |                                   |                                                           |                                                           |                                                           |                                                           |                                                           |                                                           |                                                           |                                                           | 550 / 550t                                                | 550 / 550t                                                | 550 / 550t                                                | 550 / 550t                                                | 550 / 550t                                                | 550 / 550t                                                | 550 / 550t                                                | 550 / 550t                                                | 550 / 550t       | 550 / 550t       | 550 / 550t       | 550 / 550t       | 550 / 550t       | 550 / 550t       | 650 / 650t       | 650 / 650t       | 650 / 650t       | 650 / 650t       | 650 / 650t       | 650 / 650t       | 650 / 650t       | 650 / 650t       | 650 / 650t       | 650 / 650t       | 650 / 650t                         | 650 / 650t                         | 650 / 650t                         | 750 / 750t                         | 750 / 750t                         | 750 / 750t                         | 750 / 750t                         | 750 / 750t                         | 750 / 750t                         | 750 / 750t                         |                                                     |                                                     |                                                     |                                                     |                                                     |                                                     |                                                     |                                                     |                                                     |                                                     |                                                     |                                                     |                                                     |                                                     |                                                     |                                                     |                                                     |                                                     |                                                     |                                                     |                          |                      |                      |                      |                      |                      |                            |                            |                            |                            |
| Dakota                   |            |            |            |            |            |            |            |            |                      |                      |                      |                      |                      |                      |                      |            |                          |                          |                          |                          |                          |                          |                          |                          |                          |                          |                          |                          |                            |                            |                            |                            |                            |                            |                            |                            |                                   |                                   |                                   |                                   |                                   |                                   |                                                           |                                                           |                                                           |                                                           |                                                           |                                                           |                                                           |                                                           | 10 / 20                                                   | 10 / 20                                                   | 10 / 20                                                   | 10 / 20                                                   | 10 / 20                                                   | 10 / 20                                                   | 10 / 20                                                   | 10 / 20                                                   | 10 / 20          | 10 / 20          | 10 / 20          | 10 / 20          | 10 / 20          | 10 / 20          | 10 / 20          | 10 / 20          | 10 / 20          | 10 / 20          | 10 / 20          | 10 / 20          | 10 / 20          | 10 / 20          | 10 / 20          | 10 / 20          | 10 / 20                            | 10 / 20                            | 10 / 20                            |                                    |                                    |                                    |                                    |                                    |                                    |                                    |                                                     |                                                     |                                                     |                                                     |                                                     |                                                     |                                                     |                                                     |                                                     |                                                     |                                                     |                                                     |                                                     |                                                     |                                                     |                                                     |                                                     |                                                     |                                                     |                                                     |                          |                      |                      |                      |                      |                      |                            |                            |                            |                            |
| Montana                  |            |            |            |            |            |            |            |            |                      |                      |                      |                      |                      |                      |                      |            |                          |                          |                          |                          |                          |                          |                          |                          |                          |                          |                          |                          |                            |                            |                            |                            |                            |                            |                            |                            |                                   |                                   |                                   |                                   |                                   |                                   |                                                           |                                                           |                                                           |                                                           |                                                           |                                                           |                                                           |                                                           |                                                           |                                                           |                                                           |                                                           |                                                           |                                                           |                                                           |                                                           | 600 / 650 / 650t | 600 / 650 / 650t | 600 / 650 / 650t | 600 / 650 / 650t | 600 / 650 / 650t | 600 / 650 / 650t | 600 / 650 / 650t | 600 / 650 / 650t | 600 / 650 / 650t | 600 / 650 / 650t | 600 / 650 / 650t | 600 / 650 / 650t | 600 / 650 / 650t | 600 / 650 / 650t | 600 / 650 / 650t | 600 / 650 / 650t | 600 / 650 / 650t                   | 610 / 610t Camo / 680 / 680t       | 610 / 610t Camo / 680 / 680t       | 610 / 610t Camo / 680 / 680t       | 610 / 610t Camo / 680 / 680t       | 610 / 610t Camo / 680 / 680t       | 610 / 610t Camo / 680 / 680t       | 610 / 610t Camo / 680 / 680t       | 610 / 610t Camo / 680 / 680t       | 610 / 610t Camo / 680 / 680t       | 700 / 700i / 750i                                   | 700 / 700i / 750i                                   | 700 / 700i / 750i                                   | 700 / 700i / 750i                                   | 700 / 700i / 750i                                   | 700 / 700i / 750i                                   | 700 / 700i / 750i                                   | 700 / 700i / 750i                                   | 700 / 700i / 750i                                   | 700 / 700i / 750i                                   | 700 / 700i / 750i                                   | 700 / 700i / 750i                                   | 700 / 700i / 750i                                   | 700 / 700i / 750i                                   | 700 / 700i / 750i                                   | 700 / 700i / 750i                                   | 700 / 700i / 750i                                   | 700 / 700i / 750i                                   | 700 / 700i / 750i                                   | 700 / 700i / 750i                                   | 700 / 700i / 750i        | 700 / 700i / 750i    | 700 / 700i / 750i    | 700 / 700i / 750i    | 700 / 700i / 750i    | 700 / 700i / 750i    | 700 / 700i / 750i          | 700 / 700i / 750i          | 710 / 710i / 760i          | 710 / 710i / 760i          |
| Monterra                 |            |            |            |            |            |            |            |            |                      |                      |                      |                      |                      |                      |                      |            |                          |                          |                          |                          |                          |                          |                          |                          |                          |                          |                          |                          |                            |                            |                            |                            |                            |                            |                            |                            |                                   |                                   |                                   |                                   |                                   |                                   |                                                           |                                                           |                                                           |                                                           |                                                           |                                                           |                                                           |                                                           |                                                           |                                                           |                                                           |                                                           |                                                           |                                                           |                                                           |                                                           |                  |                  |                  |                  |                  |                  |                  |                  | Monterra         | Monterra         | Monterra         | Monterra         | Monterra         | Monterra         | Monterra         | Monterra         | Monterra                           | Monterra                           | Monterra                           | Monterra                           |                                    |                                    |                                    |                                    |                                    |                                    |                                                     |                                                     |                                                     |                                                     |                                                     |                                                     |                                                     |                                                     |                                                     |                                                     |                                                     |                                                     |                                                     |                                                     |                                                     |                                                     |                                                     |                                                     |                                                     |                                                     |                          |                      |                      |                      |                      |                      |                            |                            |                            |                            |
| inReach                  |            |            |            |            |            |            |            |            |                      |                      |                      |                      |                      |                      |                      |            |                          |                          |                          |                          |                          |                          |                          |                          |                          |                          |                          |                          |                            |                            |                            |                            |                            |                            |                            |                            |                                   |                                   |                                   |                                   |                                   |                                   |                                                           |                                                           |                                                           |                                                           |                                                           |                                                           |                                                           |                                                           |                                                           |                                                           |                                                           |                                                           |                                                           |                                                           |                                                           |                                                           |                  |                  |                  |                  |                  |                  |                  |                  |                  |                  |                  |                  |                  |                  |                  |                  |                                    |                                    |                                    |                                    |                                    |                                    | SE+ Explorer+                      | SE+ Explorer+                      | SE+ Explorer+                      | SE+ Explorer+                      | SE+ Explorer+                                       | SE+ Explorer+                                       | SE+ Explorer+                                       | SE+ Explorer+                                       | Mini Mini 2                                         | Mini Mini 2                                         | Mini Mini 2                                         | Mini Mini 2                                         | Mini Mini 2                                         | Mini Mini 2                                         | Mini Mini 2                                         | Mini Mini 2                                         | Mini Mini 2                                         | Mini Mini 2                                         | Mini Mini 2                                         | Mini Mini 2                                         | Mini Mini 2                                         | Mini Mini 2                                         | Mini Mini 2                                         | Mini Mini 2                                         | Mini Mini 2              | Mini Mini 2          | Mini Mini 2          | Mini Mini 2          | Mini Mini 2          | Mini Mini 2          | Mini Mini 2                | Mini Mini 2                | Mini Mini 2                | Mini Mini 2                |
| inReach                  |            |            |            |            |            |            |            |            |                      |                      |                      |                      |                      |                      |                      |            |                          |                          |                          |                          |                          |                          |                          |                          |                          |                          |                          |                          |                            |                            |                            |                            |                            |                            |                            |                            |                                   |                                   |                                   |                                   |                                   |                                   |                                                           |                                                           |                                                           |                                                           |                                                           |                                                           |                                                           |                                                           |                                                           |                                                           |                                                           |                                                           |                                                           |                                                           |                                                           |                                                           |                  |                  |                  |                  |                  |                  |                  |                  |                  |                  |                  |                  |                  |                  |                  |                  |                                    |                                    |                                    |                                    |                                    |                                    |                                    |                                    |                                    |                                    |                                                     |                                                     |                                                     | Mini Marine Bundle                                  | Mini Marine Bundle                                  | Mini Marine Bundle                                  | Mini Marine Bundle                                  | Mini Marine Bundle                                  | Mini Marine Bundle                                  | Mini Marine Bundle                                  | Mini Marine Bundle                                  | Mini Marine Bundle                                  | Mini Marine Bundle                                  | Mini Marine Bundle                                  | Mini Marine Bundle                                  | Mini Marine Bundle                                  | Mini Marine Bundle                                  | Mini Marine Bundle                                  | Messenger                                           | Messenger                                           | Messenger                | Messenger            | Messenger            | Messenger            | Messenger            | Messenger            | inReach Messenger Plus SOS | inReach Messenger Plus SOS | inReach Messenger Plus SOS | inReach Messenger Plus SOS |
| inReach                  |            |            |            |            |            |            |            |            |                      |                      |                      |                      |                      |                      |                      |            |                          |                          |                          |                          |                          |                          |                          |                          |                          |                          |                          |                          |                            |                            |                            |                            |                            |                            |                            |                            |                                   |                                   |                                   |                                   |                                   |                                   |                                                           |                                                           |                                                           |                                                           |                                                           |                                                           |                                                           |                                                           |                                                           |                                                           |                                                           |                                                           |                                                           |                                                           |                                                           |                                                           |                  |                  |                  |                  |                  |                  |                  |                  |                  |                  |                  |                  |                  |                  |                  |                  |                                    |                                    |                                    |                                    |                                    |                                    |                                    |                                    |                                    |                                    |                                                     |                                                     |                                                     |                                                     |                                                     |                                                     |                                                     |                                                     |                                                     |                                                     |                                                     |                                                     |                                                     |                                                     |                                                     |                                                     |                                                     |                                                     |                                                     | Mini 2 Marine Bundle                                |                          |                      |                      |                      |                      |                      |                            |                            |                            |                            |
| Foretrex                 |            |            |            |            |            |            |            |            |                      |                      |                      |                      |                      |                      |                      |            |                          |                          |                          |                          |                          |                          |                          |                          |                          |                          |                          |                          | 101 / 201                  | 101 / 201                  | 101 / 201                  | 101 / 201                  | 101 / 201                  | 101 / 201                  | 101 / 201                  | 101 / 201                  | 101 / 201                         | 101 / 201                         | 101 / 201                         | 101 / 201                         | 101 / 201                         | 101 / 201                         | 101 / 201                                                 | 101 / 201                                                 | 101 / 201                                                 | 101 / 201                                                 | 101 / 201                                                 | 101 / 201                                                 | 101 / 201                                                 | 101 / 201                                                 | 301 / 401                                                 | 301 / 401                                                 | 301 / 401                                                 | 301 / 401                                                 | 301 / 401                                                 | 301 / 401                                                 | 301 / 401                                                 | 301 / 401                                                 | 301 / 401        | 301 / 401        | 301 / 401        | 301 / 401        | 301 / 401        | 301 / 401        | 301 / 401        | 301 / 401        | 301 / 401        | 301 / 401        | 301 / 401        | 301 / 401        | 301 / 401        | 301 / 401        | 301 / 401        | 301 / 401        | 301 / 401                          | 301 / 401                          | 301 / 401                          | 301 / 401                          | 301 / 401                          | 301 / 401                          | 301 / 401                          | 301 / 401                          | 601 / 701                          | 601 / 701                          | 601 / 701                                           | 601 / 701                                           | 601 / 701                                           | 601 / 701                                           | 601 / 701                                           | 601 / 701                                           | 601 / 701                                           | 601 / 701                                           | 601 / 701                                           | 601 / 701                                           | 601 / 701                                           | 601 / 701                                           | 601 / 701                                           | 601 / 701                                           | 601 / 701                                           | 601 / 701                                           | 601 / 701                                           | 601 / 701                                           | 601 / 701                                           | 601 / 701                                           | 601 / 701                | 801 / 901            | 801 / 901            | 801 / 901            | 801 / 901            | 801 / 901            | 801 / 901                  | 801 / 901                  | 801 / 901                  | 801 / 901                  |
| Astro (Hundetraining)    |            |            |            |            |            |            |            |            |                      |                      |                      |                      |                      |                      |                      |            |                          |                          |                          |                          |                          |                          |                          |                          |                          |                          |                          |                          |                            |                            |                            |                            |                            |                            |                            |                            |                                   |                                   |                                   |                                   |                                   |                                   |                                                           |                                                           |                                                           |                                                           |                                                           |                                                           |                                                           |                                                           |                                                           |                                                           |                                                           |                                                           |                                                           |                                                           |                                                           |                                                           |                  |                  |                  |                  |                  |                  |                  |                  |                  |                  |                  |                  |                  |                  |                  |                  |                                    |                                    |                                    |                                    |                                    |                                    |                                    |                                    |                                    |                                    |                                                     |                                                     | 900                                                 | 900                                                 | 900                                                 | 900                                                 | 900                                                 | 900                                                 | 900                                                 | 900                                                 | 900                                                 | 900                                                 | 900                                                 | 900                                                 | 900                                                 | 900                                                 | 900                                                 | 900                                                 | 900                                                 | 900                                                 | 900                      | 900                  | 900                  | 900                  | 900                  | 900                  | 900                        | 900                        | 900                        | 900                        |
| Alpha (Hundetraining)    |            |            |            |            |            |            |            |            |                      |                      |                      |                      |                      |                      |                      |            |                          |                          |                          |                          |                          |                          |                          |                          |                          |                          |                          |                          |                            |                            |                            |                            |                            |                            |                            |                            |                                   |                                   |                                   |                                   |                                   |                                   |                                                           |                                                           |                                                           |                                                           |                                                           |                                                           |                                                           |                                                           |                                                           |                                                           |                                                           |                                                           |                                                           |                                                           |                                                           |                                                           |                  |                  |                  |                  |                  |                  |                  |                  |                  |                  |                  |                  |                  |                  |                  |                  |                                    |                                    |                                    |                                    |                                    |                                    |                                    |                                    |                                    |                                    |                                                     |                                                     |                                                     |                                                     |                                                     |                                                     |                                                     |                                                     |                                                     |                                                     |                                                     |                                                     |                                                     |                                                     | 200i                                                | 200i                                                | 200i                                                | 200i                                                | 200i                                                | 200i                                                | 200i                     | 200i                 | 200i                 | 200i                 | 200i                 | 200i                 | 200i                       | 200i                       | 200i                       | 200i                       |
| Alpha (Hundetraining)    |            |            |            |            |            |            |            |            |                      |                      |                      |                      |                      |                      |                      |            |                          |                          |                          |                          |                          |                          |                          |                          |                          |                          |                          |                          |                            |                            |                            |                            |                            |                            |                            |                            |                                   |                                   |                                   |                                   |                                   |                                   |                                                           |                                                           |                                                           |                                                           |                                                           |                                                           |                                                           |                                                           |                                                           |                                                           |                                                           |                                                           |                                                           |                                                           |                                                           |                                                           |                  |                  |                  |                  |                  |                  |                  |                  |                  |                  |                  |                  |                  |                  |                  |                  |                                    |                                    |                                    |                                    |                                    |                                    |                                    |                                    |                                    |                                    |                                                     |                                                     |                                                     |                                                     |                                                     |                                                     |                                                     |                                                     |                                                     |                                                     |                                                     |                                                     |                                                     |                                                     |                                                     |                                                     |                                                     | 200                                                 |                                                     |                                                     |                          |                      |                      |                      |                      |                      |                            |                            |                            |                            |
| Alpha (Hundetraining)    |            |            |            |            |            |            |            |            |                      |                      |                      |                      |                      |                      |                      |            |                          |                          |                          |                          |                          |                          |                          |                          |                          |                          |                          |                          |                            |                            |                            |                            |                            |                            |                            |                            |                                   |                                   |                                   |                                   |                                   |                                   |                                                           |                                                           |                                                           |                                                           |                                                           |                                                           |                                                           |                                                           |                                                           |                                                           |                                                           |                                                           |                                                           |                                                           |                                                           |                                                           |                  |                  |                  |                  |                  |                  |                  |                  |                  |                  |                  |                  |                  |                  |                  |                  |                                    |                                    |                                    |                                    |                                    |                                    |                                    |                                    |                                    |                                    |                                                     |                                                     |                                                     |                                                     |                                                     |                                                     |                                                     |                                                     |                                                     |                                                     |                                                     |                                                     |                                                     |                                                     |                                                     |                                                     |                                                     |                                                     |                                                     |                                                     | 300 / 300i / TT 25 / T20 |                      |                      |                      |                      |                      |                            |                            |                            |                            |
| Sonstige (Hundetraining) |            |            |            |            |            |            |            |            |                      |                      |                      |                      |                      |                      |                      |            |                          |                          |                          |                          |                          |                          |                          |                          |                          |                          |                          |                          |                            |                            |                            |                            |                            |                            |                            |                            |                                   |                                   |                                   |                                   |                                   |                                   |                                                           |                                                           |                                                           |                                                           |                                                           |                                                           |                                                           |                                                           |                                                           |                                                           |                                                           |                                                           |                                                           |                                                           |                                                           |                                                           |                  |                  |                  |                  |                  |                  |                  |                  |                  |                  |                  |                  |                  |                  |                  |                  | T5 Mini / TT 15 Mini               | T5 Mini / TT 15 Mini               | T5 Mini / TT 15 Mini               | T5 Mini / TT 15 Mini               | T5 Mini / TT 15 Mini               | T5 Mini / TT 15 Mini               | T5 Mini / TT 15 Mini               | T5 Mini / TT 15 Mini               | T5 Mini / TT 15 Mini               | T5 Mini / TT 15 Mini               | T5 Mini / TT 15 Mini                                | T5 Mini / TT 15 Mini                                | T5 Mini / TT 15 Mini                                | T5 Mini / TT 15 Mini                                | T5 Mini / TT 15 Mini                                | T5 Mini / TT 15 Mini                                | T5 Mini / TT 15 Mini                                | T5 Mini / TT 15 Mini                                | T5 Mini / TT 15 Mini                                | T5 Mini / TT 15 Mini                                | T5 Mini / TT 15 Mini                                | T5 Mini / TT 15 Mini                                | T5 Mini / TT 15 Mini                                | T5 Mini / TT 15 Mini                                | T5 Mini / TT 15 Mini                                | T5 Mini / TT 15 Mini                                | T5 Mini / TT 15 Mini                                | T5 Mini / TT 15 Mini                                | T5 Mini / TT 15 Mini                                | T5 Mini / TT 15 Mini                                | T5 Mini / TT 15 Mini     | T5 Mini / TT 15 Mini | T5 Mini / TT 15 Mini | T5 Mini / TT 15 Mini | T5 Mini / TT 15 Mini | T5 Mini / TT 15 Mini | T5 Mini / TT 15 Mini       | T5 Mini / TT 15 Mini       | T5 Mini / TT 15 Mini       | T5 Mini / TT 15 Mini       |
| Sonstige (Hundetraining) |            |            |            |            |            |            |            |            |                      |                      |                      |                      |                      |                      |                      |            |                          |                          |                          |                          |                          |                          |                          |                          |                          |                          |                          |                          |                            |                            |                            |                            |                            |                            |                            |                            |                                   |                                   |                                   |                                   |                                   |                                   |                                                           |                                                           |                                                           |                                                           |                                                           |                                                           |                                                           |                                                           |                                                           |                                                           |                                                           |                                                           |                                                           |                                                           |                                                           |                                                           |                  |                  |                  |                  |                  |                  |                  |                  |                  |                  |                  |                  |                  |                  |                  |                  |                                    |                                    |                                    |                                    |                                    |                                    |                                    |                                    |                                    |                                    |                                                     |                                                     |                                                     |                                                     |                                                     |                                                     |                                                     |                                                     |                                                     |                                                     |                                                     |                                                     |                                                     |                                                     |                                                     | TT 15X / T 5X                                       |                                                     |                                                     |                                                     |                                                     |                          |                      |                      |                      |                      |                      |                            |                            |                            |                            |
| Sonstiges                |            |            |            |            |            |            |            |            |                      |                      |                      |                      |                      |                      |                      |            |                          |                          |                          |                          |                          |                          |                          |                          |                          |                          |                          |                          |                            |                            |                            |                            |                            |                            |                            |                            |                                   |                                   |                                   |                                   |                                   |                                   |                                                           |                                                           |                                                           |                                                           |                                                           |                                                           |                                                           |                                                           |                                                           |                                                           |                                                           |                                                           |                                                           |                                                           |                                                           |                                                           |                  |                  |                  |                  |                  |                  |                  |                  |                  |                  |                  |                  |                  |                  |                  |                  |                                    |                                    |                                    |                                    |                                    |                                    |                                    |                                    |                                    |                                    |                                                     |                                                     |                                                     |                                                     |                                                     |                                                     |                                                     |                                                     |                                                     |                                                     |                                                     |                                                     |                                                     |                                                     |                                                     |                                                     |                                                     |                                                     |                                                     |                                                     | Garmin Outdoor Maps+     | Garmin Outdoor Maps+ | Garmin Outdoor Maps+ | Garmin Outdoor Maps+ | Garmin Outdoor Maps+ | Garmin Outdoor Maps+ | Garmin Outdoor Maps+       | Garmin Outdoor Maps+       | Garmin Outdoor Maps+       | Garmin Outdoor Maps+       |

## Marine
| Marine                              | Marine                     | Marine                     | Marine                     | Marine                     | Marine                          | Marine                          | Marine                          | Marine                          | Marine                          | Marine                          | Marine                          | Marine                          | Marine                          | Marine                          | Marine                          | Marine                          | Marine                               | Marine                               | Marine                               | Marine                               | Marine                               | Marine                               | Marine                               | Marine                               | Marine                               | Marine                               | Marine                               | Marine                               | Marine                               | Marine                               | Marine                               | Marine                               | Marine                               | Marine                               | Marine                               | Marine                               | Marine                               | Marine                                     | Marine                                                      | Marine                                                      | Marine                                                      | Marine                                                      | Marine                                                      |
| ----------------------------------- | -------------------------- | -------------------------- | -------------------------- | -------------------------- | ------------------------------- | ------------------------------- | ------------------------------- | ------------------------------- | ------------------------------- | ------------------------------- | ------------------------------- | ------------------------------- | ------------------------------- | ------------------------------- | ------------------------------- | ------------------------------- | ------------------------------------ | ------------------------------------ | ------------------------------------ | ------------------------------------ | ------------------------------------ | ------------------------------------ | ------------------------------------ | ------------------------------------ | ------------------------------------ | ------------------------------------ | ------------------------------------ | ------------------------------------ | ------------------------------------ | ------------------------------------ | ------------------------------------ | ------------------------------------ | ------------------------------------ | ------------------------------------ | ------------------------------------ | ------------------------------------ | ------------------------------------ | ------------------------------------------ | ----------------------------------------------------------- | ----------------------------------------------------------- | ----------------------------------------------------------- | ----------------------------------------------------------- | ----------------------------------------------------------- |
|                                     | 2014                       | 2014                       | 2014                       | 2014                       | 2015                            | 2015                            | 2015                            | 2015                            | 2016                            | 2016                            | 2016                            | 2016                            | 2017                            | 2017                            | 2017                            | 2017                            | 2018                                 | 2018                                 | 2018                                 | 2018                                 | 2019                                 | 2019                                 | 2019                                 | 2019                                 | 2020                                 | 2020                                 | 2020                                 | 2020                                 | 2021                                 | 2021                                 | 2021                                 | 2021                                 | 2022                                 | 2022                                 | 2022                                 | 2022                                 | 2023                                 | 2023                                       | 2023                                                        | 2024                                                        | 2024                                                        | 2024                                                        | 2024                                                        |
| 1                                   | 2                          | 3                          | 4                          | 1                          | 2                               | 3                               | 4                               | 1                               | 2                               | 3                               | 4                               | 1                               | 2                               | 3                               | 4                               | 1                               | 2                                    | 3                                    | 4                                    | 1                                    | 2                                    | 3                                    | 4                                    | 1                                    | 2                                    | 3                                    | 4                                    | 1                                    | 2                                    | 3                                    | 4                                    | 1                                    | 2                                    | 3                                    | 4                                    | 1                                    | 2                                    | 3                                          | 1                                                           | 2                                                           | 3                                                           | 4                                                           |                                                             |
| Kartenplotter & Fischfinder         |                            |                            |                            |                            |                                 |                                 |                                 |                                 | GPSmap 8400 / 8600              | GPSmap 8400 / 8600              | GPSmap 8400 / 8600              | GPSmap 8400 / 8600              | GPSmap 8400 / 8600              | GPSmap 8400 / 8600              | GPSmap 8400 / 8600              | GPSmap 8400 / 8600              | GPSmap 8400 / 8600                   | GPSmap 8400 / 8600                   | GPSmap 8400 / 8600                   | GPSmap 8400 / 8600                   | GPSmap 8400 / 8600                   | GPSmap 8400 / 8600                   | Echomap UHD                          | Echomap UHD                          | Echomap UHD                          | Echomap UHD                          | Echomap UHD                          | Echomap UHD                          | Echomap UHD                          | Echomap UHD                          | Echomap UHD                          | Echomap UHD                          | Echomap UHD                          | Echomap UHD                          | Echomap UHD                          | Echomap UHD                          | Echomap UHD2                         | Echomap UHD2                               | Echomap UHD2                                                | Echomap UHD2                                                | Echomap UHD2                                                | Echomap UHD2                                                | Echomap UHD2                                                |
| Kartenplotter & Fischfinder         |                            |                            |                            |                            |                                 |                                 | Echomap Chirp                   | Echomap Chirp                   | Echomap Chirp                   | Echomap Chirp                   | Echomap Chirp                   | Echomap Chirp                   | Echomap Chirp                   | Echomap Chirp                   | Echomap Chirp                   | Striker Plus                    | Striker Plus                         | Striker Plus                         | Striker Plus                         | Striker Plus                         | Striker Plus                         | Striker Plus                         | Striker Plus                         | Striker Plus                         | Striker Plus                         | Striker Plus                         | Striker Plus                         | Striker Vivid                        | Striker Vivid                        | Striker Vivid                        | Striker Vivid                        | Striker Vivid                        | Striker Vivid                        | Striker Vivid                        | Striker Vivid                        | Striker Vivid                        | Striker Vivid                        | Striker Vivid                              | Striker Vivid                                               | Striker Vivid                                               | Striker Vivid                                               | Striker Vivid                                               | Striker Vivid                                               |
| Kartenplotter & Fischfinder         |                            |                            |                            |                            | 7416 / 7616 / 7416xsv / 7616xsv | 7416 / 7616 / 7416xsv / 7616xsv | 7416 / 7616 / 7416xsv / 7616xsv | 7416 / 7616 / 7416xsv / 7616xsv | 7416 / 7616 / 7416xsv / 7616xsv | 7416 / 7616 / 7416xsv / 7616xsv | 7416 / 7616 / 7416xsv / 7616xsv | 7416 / 7616 / 7416xsv / 7616xsv | 7416 / 7616 / 7416xsv / 7616xsv | 7416 / 7616 / 7416xsv / 7616xsv | 7416 / 7616 / 7416xsv / 7616xsv | 7416 / 7616 / 7416xsv / 7616xsv | 7416 / 7616 / 7416xsv / 7616xsv      | 7416 / 7616 / 7416xsv / 7616xsv      | 7416 / 7616 / 7416xsv / 7616xsv      | 8610 / 8612 / 8616 / 8600 / 8600xsv  | 8610 / 8612 / 8616 / 8600 / 8600xsv  | 8610 / 8612 / 8616 / 8600 / 8600xsv  | 86s / 86i / 86sc / 86sci             | 86s / 86i / 86sc / 86sci             | 86s / 86i / 86sc / 86sci             | 86s / 86i / 86sc / 86sci             | 723 / 923 / 1223                     | 723 / 923 / 1223                     | 723 / 923 / 1223                     | 723 / 923 / 1223                     | 723 / 923 / 1223                     | 723 / 923 / 1223                     | 723 / 923 / 1223                     | 723 / 923 / 1223                     | 723 / 923 / 1223                     | 723 / 923 / 1223                     | 723 / 923 / 1223                     | 723 / 923 / 1223                           | 723 / 923 / 1223                                            | 723 / 923 / 1223                                            | 723 / 923 / 1223                                            | 723 / 923 / 1223                                            | 723 / 923 / 1223                                            |
| Kartenplotter & Fischfinder         |                            |                            |                            |                            |                                 |                                 |                                 |                                 |                                 |                                 |                                 |                                 |                                 |                                 |                                 |                                 | 1222 / 1222svx                       | 1222 / 1222svx                       | 1222 / 1222svx                       | 1222 / 1222svx                       | 8700 Black Box                       | 8700 Black Box                       | 8700 Black Box                       | 8700 Black Box                       | 8700 Black Box                       | 8700 Black Box                       | 8700 Black Box                       | 8700 Black Box                       | 8700 Black Box                       | 8700 Black Box                       | 8700 Black Box                       | 79                                   | 79                                   | 79                                   | 79                                   | 79                                   | 79                                   | 79                                         | 79                                                          | 79                                                          | 79                                                          | 79                                                          | 79                                                          |
| Kartenplotter & Fischfinder         |                            |                            |                            |                            |                                 |                                 |                                 |                                 |                                 |                                 |                                 |                                 |                                 |                                 |                                 | 1222 Touch / 1222 xsv Touch     |                                      |                                      |                                      |                                      |                                      |                                      |                                      |                                      |                                      |                                      |                                      |                                      |                                      |                                      |                                      |                                      |                                      |                                      |                                      |                                      |                                      |                                            |                                                             |                                                             |                                                             |                                                             |                                                             |
| Autopiloten                         |                            |                            |                            |                            |                                 |                                 |                                 |                                 |                                 |                                 |                                 |                                 |                                 |                                 |                                 |                                 |                                      |                                      |                                      |                                      |                                      |                                      |                                      |                                      |                                      |                                      |                                      |                                      |                                      |                                      |                                      |                                      |                                      | GHC 50                               | GHC 50                               | GHC 50                               | GHC 50                               | GHC 50                                     | GHC 50                                                      | GHC 50                                                      | GHC 50                                                      | GHC 50                                                      | GHC 50                                                      |
| Radar                               |                            |                            |                            |                            |                                 |                                 |                                 |                                 |                                 |                                 |                                 |                                 |                                 |                                 |                                 |                                 |                                      |                                      |                                      |                                      |                                      |                                      |                                      |                                      |                                      |                                      |                                      |                                      |                                      |                                      |                                      | GMR Fantom 18x/24x Dome              | GMR Fantom 18x/24x Dome              | GMR Fantom 18x/24x Dome              | GMR Fantom 18x/24x Dome              | GMR Fantom 18x/24x Dome              | GMR Fantom 18x/24x Dome              | GMR Fantom 18x/24x Dome                    | GMR Fantom 18x/24x Dome                                     | GMR Fantom 18x/24x Dome                                     | GMR Fantom 18x/24x Dome                                     | GMR Fantom 18x/24x Dome                                     | GMR Fantom 18x/24x Dome                                     |
| Radar                               |                            |                            |                            |                            |                                 |                                 |                                 |                                 |                                 |                                 |                                 |                                 |                                 |                                 |                                 |                                 |                                      |                                      |                                      |                                      |                                      |                                      |                                      |                                      |                                      |                                      |                                      |                                      |                                      |                                      |                                      |                                      |                                      |                                      |                                      |                                      | GMR xHD3                             |                                            |                                                             |                                                             |                                                             |                                                             |                                                             |
| Live Sonar                          |                            |                            |                            |                            |                                 |                                 |                                 |                                 |                                 |                                 |                                 | Panoptix PS51-TH                | Panoptix PS51-TH                | Panoptix PS51-TH                | Panoptix PS51-TH                | Panoptix PS51-TH                | Panoptix PS51-TH                     | Livescope                            | Livescope                            | Livescope                            | Livescope                            | Livescope                            | Livescope                            | Livescope                            | Livescope                            | Livescope                            | Livescope                            | Livescope                            | Livescope                            | Livescope                            | Livescope                            | Livescope                            | Livescope Plus                       | Livescope Plus                       | Livescope Plus                       | Livescope Plus                       | Livescope Plus                       | Livescope Plus                             | Livescope Plus                                              | Livescope Plus                                              | Livescope Plus                                              | Livescope Plus                                              | Livescope Plus                                              |
| Live Sonar                          |                            |                            |                            |                            | Panoptix PS30 / Panoptix PS 31  | Panoptix PS30 / Panoptix PS 31  | Panoptix PS30 / Panoptix PS 31  | Panoptix PS30 / Panoptix PS 31  | Panoptix PS30 / Panoptix PS 31  | Panoptix PS30 / Panoptix PS 31  | Panoptix PS30 / Panoptix PS 31  | Panoptix PS30 / Panoptix PS 31  | Panoptix PS30 / Panoptix PS 31  | Panoptix PS30 / Panoptix PS 31  | Panoptix PS30 / Panoptix PS 31  | Panoptix PS30 / Panoptix PS 31  | Panoptix PS30 / Panoptix PS 31       | Panoptix PS30 / Panoptix PS 31       | Panoptix PS30 / Panoptix PS 31       | Panoptix PS30 / Panoptix PS 31       | Panoptix PS30 / Panoptix PS 31       | Panoptix PS30 / Panoptix PS 31       | Panoptix PS30 / Panoptix PS 31       | Panoptix PS30 / Panoptix PS 31       | Panoptix PS30 / Panoptix PS 31       | Panoptix PS30 / Panoptix PS 31       | Panoptix PS30 / Panoptix PS 31       | Panoptix PS30 / Panoptix PS 31       | Panoptix PS30 / Panoptix PS 31       | Panoptix PS30 / Panoptix PS 31       | Panoptix PS30 / Panoptix PS 31       | Panoptix PS30 / Panoptix PS 31       | Panoptix PS30 / Panoptix PS 31       | Panoptix PS30 / Panoptix PS 31       | Livescope XR                         | Livescope XR                         | Livescope XR                         | Livescope XR                               | Livescope XR                                                | Panoptix PS70                                               | Panoptix PS70                                               | Panoptix PS70                                               | Panoptix PS70                                               |
| Sonar Black Boxen                   | GSD 25 Premium Sonar Modul | GSD 25 Premium Sonar Modul | GSD 25 Premium Sonar Modul | GSD 25 Premium Sonar Modul | GSD 25 Premium Sonar Modul      | GSD 25 Premium Sonar Modul      | GSD 25 Premium Sonar Modul      | GSD 25 Premium Sonar Modul      | GSD 25 Premium Sonar Modul      | GSD 25 Premium Sonar Modul      | GSD 25 Premium Sonar Modul      | GSD 25 Premium Sonar Modul      | GSD 25 Premium Sonar Modul      | GSD 25 Premium Sonar Modul      | GSD 25 Premium Sonar Modul      | GSD 25 Premium Sonar Modul      | Ultra High-Definition scanning sonar | Ultra High-Definition scanning sonar | Ultra High-Definition scanning sonar | Ultra High-Definition scanning sonar | Ultra High-Definition scanning sonar | Ultra High-Definition scanning sonar | Ultra High-Definition scanning sonar | Ultra High-Definition scanning sonar | Ultra High-Definition scanning sonar | Ultra High-Definition scanning sonar | Ultra High-Definition scanning sonar | Ultra High-Definition scanning sonar | Ultra High-Definition scanning sonar | Ultra High-Definition scanning sonar | Ultra High-Definition scanning sonar | Ultra High-Definition scanning sonar | Ultra High-Definition scanning sonar | Ultra High-Definition scanning sonar | Ultra High-Definition scanning sonar | Ultra High-Definition scanning sonar | Ultra High-Definition scanning sonar | Ultra High-Definition scanning sonar       | Ultra High-Definition scanning sonar                        | Ultra High-Definition scanning sonar                        | Ultra High-Definition scanning sonar                        | Ultra High-Definition scanning sonar                        | Ultra High-Definition scanning sonar                        |
| Bootsgeber                          |                            |                            |                            |                            |                                 |                                 |                                 |                                 |                                 |                                 |                                 |                                 |                                 |                                 | Panoptix PS22-TR                | Panoptix PS22-TR                | Panoptix PS22-TR                     | Panoptix PS22-TR                     | Panoptix PS22-TR                     | Panoptix PS22-TR                     | Panoptix PS22-TR                     | Panoptix PS22-TR                     | Panoptix PS22-TR                     | Panoptix PS22-TR                     | Panoptix PS22-TR                     | Panoptix PS22-TR                     | Panoptix PS22-TR                     | GT56UHD-TM / GT36UHD-TM              | GT56UHD-TM / GT36UHD-TM              | GT56UHD-TM / GT36UHD-TM              | GT56UHD-TM / GT36UHD-TM              | GT56UHD-TM / GT36UHD-TM              | GT56UHD-TM / GT36UHD-TM              | GT56UHD-TM / GT36UHD-TM              | GT56UHD-TM / GT36UHD-TM              | GT56UHD-TM / GT36UHD-TM              | GT56UHD-TM / GT36UHD-TM              | GT56UHD-TM / GT36UHD-TM                    | GT56UHD-TM / GT36UHD-TM                                     | GT56UHD-TM / GT36UHD-TM                                     | GT56UHD-TM / GT36UHD-TM                                     | GT56UHD-TM / GT36UHD-TM                                     | GT56UHD-TM / GT36UHD-TM                                     |
| UKW-Funkgeräte und AIS-Überwachung  |                            |                            |                            |                            |                                 |                                 |                                 |                                 |                                 |                                 |                                 |                                 |                                 |                                 |                                 |                                 |                                      | VHF 315 Marine Radio                 | VHF 315 Marine Radio                 | VHF 315 Marine Radio                 | VHF 315 Marine Radio                 | VHF 315 Marine Radio                 | VHF 315 Marine Radio                 | VHF 315 Marine Radio                 | VHF 315 Marine Radio                 | VHF 315 Marine Radio                 | VHF 315 Marine Radio                 | VHF 315 Marine Radio                 | VHF 315 Marine Radio                 | VHF 315 Marine Radio                 | VHF 315 Marine Radio                 | VHF 315 Marine Radio                 | VHF 315 Marine Radio                 | VHF 315 Marine Radio                 | VHF 315 Marine Radio                 | VHF 315 Marine Radio                 | VHF 315 Marine Radio                 | VHF 315 Marine Radio                       | VHF 315 Marine Radio                                        | VHF 315 Marine Radio                                        | VHF 315 Marine Radio                                        | VHF 315 Marine Radio                                        | VHF 315 Marine Radio                                        |
| Bootskameras                        |                            |                            |                            |                            |                                 |                                 |                                 |                                 |                                 |                                 |                                 |                                 |                                 |                                 |                                 |                                 |                                      |                                      | GC 100 Wireless Camera               | GC 100 Wireless Camera               | GC 100 Wireless Camera               | GC 100 Wireless Camera               | GC 100 Wireless Camera               | GC 100 Wireless Camera               | GC 100 Wireless Camera               | GC 100 Wireless Camera               | GC 100 Wireless Camera               | GC 100 Wireless Camera               | GC 100 Wireless Camera               | GC 100 Wireless Camera               | Surround View Camera System          | Surround View Camera System          | Surround View Camera System          | Surround View Camera System          | Surround View Camera System          | Surround View Camera System          | Surround View Camera System          | Surround View Camera System                | Surround View Camera System                                 | Surround View Camera System                                 | Surround View Camera System                                 | Surround View Camera System                                 | Surround View Camera System                                 |
| Bootskameras                        |                            |                            |                            |                            |                                 |                                 |                                 |                                 |                                 |                                 |                                 |                                 |                                 |                                 |                                 |                                 |                                      |                                      |                                      |                                      |                                      |                                      |                                      |                                      |                                      |                                      |                                      |                                      | GC 14 Marine Camera                  |                                      |                                      |                                      |                                      |                                      |                                      |                                      |                                      |                                            |                                                             |                                                             |                                                             |                                                             |                                                             |
| Bootskameras                        |                            |                            |                            |                            |                                 |                                 |                                 |                                 |                                 |                                 |                                 |                                 |                                 |                                 |                                 |                                 |                                      |                                      |                                      |                                      |                                      |                                      |                                      |                                      |                                      |                                      |                                      |                                      |                                      |                                      |                                      |                                      |                                      |                                      |                                      |                                      |                                      |                                            |                                                             |                                                             | GC 245 / GC 255                                             |                                                             |                                                             |
| Antennen und Sensoren               |                            |                            |                            |                            |                                 |                                 |                                 |                                 |                                 |                                 |                                 |                                 |                                 |                                 |                                 |                                 |                                      | GTV5 / GTV6                          | GTV5 / GTV6                          | GTV5 / GTV6                          | GTV5 / GTV6                          | GTV5 / GTV6                          | GTV5 / GTV6                          | GTV5 / GTV6                          | GTV5 / GTV6                          | GTV5 / GTV6                          | GPS 24x                              | GPS 24x                              | GPS 24x                              | MSC 10 Marine Satellite Compass      | MSC 10 Marine Satellite Compass      | MSC 10 Marine Satellite Compass      | MSC 10 Marine Satellite Compass      | MSC 10 Marine Satellite Compass      | MSC 10 Marine Satellite Compass      | MSC 10 Marine Satellite Compass      | MSC 10 Marine Satellite Compass      | MSC 10 Marine Satellite Compass            | MSC 10 Marine Satellite Compass                             | MSC 10 Marine Satellite Compass                             | MSC 10 Marine Satellite Compass                             | MSC 10 Marine Satellite Compass                             | MSC 10 Marine Satellite Compass                             |
| Bundles und Kits für das Eisfischen |                            |                            |                            |                            |                                 |                                 |                                 |                                 |                                 |                                 |                                 |                                 |                                 |                                 |                                 |                                 |                                      |                                      |                                      |                                      |                                      |                                      |                                      |                                      |                                      |                                      |                                      |                                      |                                      |                                      |                                      |                                      |                                      |                                      |                                      |                                      |                                      |                                            | ECHOMAP™ UHD2 Keyed 5" cv//LiveScope™ Plus Ice House System | ECHOMAP™ UHD2 Keyed 5" cv//LiveScope™ Plus Ice House System | ECHOMAP™ UHD2 Keyed 5" cv//LiveScope™ Plus Ice House System | ECHOMAP™ UHD2 Keyed 5" cv//LiveScope™ Plus Ice House System | ECHOMAP™ UHD2 Keyed 5" cv//LiveScope™ Plus Ice House System |
| Bundles und Kits für das Eisfischen |                            |                            |                            |                            |                                 |                                 |                                 |                                 |                                 |                                 |                                 |                                 |                                 |                                 |                                 |                                 |                                      |                                      |                                      |                                      |                                      |                                      |                                      |                                      |                                      |                                      |                                      |                                      |                                      |                                      |                                      |                                      |                                      |                                      |                                      |                                      |                                      |                                            |                                                             |                                                             | Panoptix PS22-IF Ice Fishing Bundle                         |                                                             |                                                             |
| Trolling-Motoren                    |                            |                            |                            |                            |                                 |                                 |                                 |                                 |                                 |                                 |                                 |                                 |                                 |                                 |                                 |                                 |                                      |                                      |                                      |                                      |                                      |                                      | Force Trolling Motor                 | Force Trolling Motor                 | Force Trolling Motor                 | Force Trolling Motor                 | Force Trolling Motor                 | Force Trolling Motor                 | Force Trolling Motor                 | Force Trolling Motor                 | Force Trolling Motor                 | Force Trolling Motor                 | Force Trolling Motor                 | Force Trolling Motor                 | Force Trolling Motor                 | Force Trolling Motor                 | Force Trolling Motor                 | Force Kraken                               | Force Kraken                                                | Force Kraken                                                | Force Kraken                                                | Force Kraken                                                | Force Kraken                                                |
| Fusion Audio Entertainment          |                            |                            |                            |                            |                                 |                                 |                                 |                                 | Empir Bus Connect 50            | Empir Bus Connect 50            | Empir Bus Connect 50            | Empir Bus Connect 50            | Empir Bus Connect 50            | Empir Bus Connect 50            | Empir Bus Connect 50            | Empir Bus Connect 50            | Empir Bus Connect 50                 | Empir Bus Connect 50                 | Empir Bus Connect 50                 | Empir Bus Connect 50                 | Empir Bus Connect 50                 | Empir Bus Connect 50                 | Empir Bus Connect 50                 | Empir Bus Connect 50                 | Empir Bus Connect 50                 | Empir Bus Connect 50                 | Empir Bus Connect 50                 | Empir Bus Connect 50                 | Empir Bus Connect 50                 | Empir Bus Connect 50                 | Empir Bus Connect 50                 | Empir Bus Connect 50                 | MS-RA60 / MS-RA210                   | MS-RA60 / MS-RA210                   | MS-RA60 / MS-RA210                   | MS-RA60 / MS-RA210                   | MS-RA60 / MS-RA210                   | MS-RA60 / MS-RA210                         | MS-RA60 / MS-RA210                                          | MS-RA60 / MS-RA210                                          | MS-RA60 / MS-RA210                                          | MS-RA60 / MS-RA210                                          | MS-RA60 / MS-RA210                                          |
| Fusion Audio Entertainment          |                            |                            |                            |                            |                                 |                                 |                                 |                                 |                                 |                                 |                                 |                                 |                                 |                                 |                                 |                                 |                                      |                                      |                                      |                                      |                                      |                                      |                                      |                                      |                                      |                                      |                                      |                                      |                                      |                                      | Fusion Apollo Marine Amplifiers      | Fusion Apollo Marine Amplifiers      | Fusion Apollo Marine Amplifiers      | Fusion Apollo Marine Amplifiers      | Fusion Apollo Marine Amplifiers      | Fusion Apollo Marine Amplifiers      | Apollo WB675 Marine Hideaway Stereo  | Apollo WB675 Marine Hideaway Stereo        | Apollo WB675 Marine Hideaway Stereo                         | Apollo WB675 Marine Hideaway Stereo                         | Apollo WB675 Marine Hideaway Stereo                         | Apollo WB675 Marine Hideaway Stereo                         | Apollo WB675 Marine Hideaway Stereo                         |
| Fusion Audio Entertainment          |                            |                            |                            |                            |                                 |                                 |                                 |                                 |                                 |                                 |                                 |                                 |                                 |                                 |                                 |                                 |                                      |                                      |                                      |                                      |                                      |                                      |                                      |                                      |                                      |                                      |                                      |                                      |                                      |                                      |                                      |                                      |                                      |                                      |                                      |                                      |                                      | Fusion Signature Series 3i marine speakers | Fusion Signature Series 3i marine speakers                  | Fusion Signature Series 3i marine speakers                  | Fusion Signature Series 3i marine speakers                  | Fusion Signature Series 3i marine speakers                  | Fusion Apollo marine speakers                               |
| Fusion Audio Entertainment          |                            |                            |                            |                            |                                 |                                 |                                 |                                 |                                 |                                 |                                 |                                 |                                 |                                 |                                 |                                 |                                      |                                      |                                      |                                      |                                      |                                      |                                      |                                      |                                      |                                      |                                      |                                      |                                      |                                      |                                      |                                      | Fusion XS Series Marine Subwoofers   | Fusion XS Series Marine Subwoofers   | Fusion XS Series Marine Subwoofers   | Fusion XS Series Marine Subwoofers   | Fusion XS Series Marine Subwoofers   | Fusion XS Series Marine Subwoofers         | Fusion XS Series Marine Subwoofers                          | Fusion XS Series Marine Subwoofers                          | Fusion XS Series Marine Subwoofers                          | Fusion XS Series Marine Subwoofers                          | Fusion Apollo Subwoofers                                    |
| Fusion Audio Entertainment          |                            |                            |                            |                            |                                 |                                 |                                 |                                 |                                 |                                 |                                 |                                 |                                 |                                 |                                 |                                 |                                      |                                      |                                      |                                      |                                      |                                      |                                      |                                      |                                      |                                      |                                      |                                      |                                      |                                      |                                      | Fusion Stereo and Speaker Kits       |                                      |                                      |                                      |                                      |                                      |                                            |                                                             |                                                             |                                                             |                                                             |                                                             |
| Fusion Audio Entertainment          |                            |                            |                            |                            |                                 |                                 |                                 |                                 |                                 |                                 |                                 |                                 |                                 |                                 |                                 |                                 |                                      |                                      |                                      |                                      |                                      |                                      |                                      |                                      |                                      |                                      |                                      |                                      |                                      |                                      |                                      | Garmin Boat Switch                   |                                      |                                      |                                      |                                      |                                      |                                            |                                                             |                                                             |                                                             |                                                             |                                                             |
| Handhelds & Wearables               |                            |                            |                            |                            |                                 |                                 |                                 |                                 |                                 |                                 |                                 |                                 |                                 |                                 |                                 |                                 |                                      |                                      |                                      |                                      |                                      |                                      |                                      |                                      |                                      |                                      |                                      |                                      |                                      |                                      |                                      |                                      |                                      | Quatix 7 Sapphire Edition            | Quatix 7 Sapphire Edition            | Quatix 7 Sapphire Edition            | Quatix 7 Sapphire Edition            | Quatix 7 Sapphire Edition                  | Quatix 7 Sapphire Edition                                   | Quatix 7 Sapphire Edition                                   | Quatix 7 Sapphire Edition                                   | Quatix 7 Sapphire Edition                                   | Quatix 7 Sapphire Edition                                   |
| Handhelds & Wearables               |                            |                            |                            |                            |                                 |                                 |                                 |                                 |                                 |                                 |                                 |                                 |                                 |                                 |                                 |                                 |                                      |                                      |                                      |                                      |                                      |                                      |                                      |                                      |                                      |                                      |                                      |                                      |                                      |                                      | Active Captain App                   | Active Captain App                   | Active Captain App                   | Active Captain App                   | inReach Mini 2 Marine Bundle         | inReach Mini 2 Marine Bundle         | inReach Mini 2 Marine Bundle         | inReach Mini 2 Marine Bundle               | inReach Mini 2 Marine Bundle                                | inReach Mini 2 Marine Bundle                                | inReach Mini 2 Marine Bundle                                | inReach Mini 2 Marine Bundle                                | inReach Mini 2 Marine Bundle                                |
| Handhelds & Wearables               |                            |                            |                            |                            |                                 |                                 |                                 |                                 |                                 |                                 |                                 |                                 |                                 |                                 |                                 |                                 |                                      |                                      |                                      |                                      |                                      |                                      | GPSmap 86sci / GPSmap 86i            | GPSmap 86sci / GPSmap 86i            | GPSmap 86sci / GPSmap 86i            | GPSmap 86sci / GPSmap 86i            | GPSmap 86sci / GPSmap 86i            | GPSmap 86sci / GPSmap 86i            | GPSmap 86sci / GPSmap 86i            | GPSmap 86sci / GPSmap 86i            | GPSmap 86sci / GPSmap 86i            | GPSmap 86sci / GPSmap 86i            | GPSmap 86sci / GPSmap 86i            | GPSmap 86sci / GPSmap 86i            | inReach Messenger                    | inReach Messenger                    | inReach Messenger                    | inReach Messenger                          | inReach Messenger                                           | inReach Messenger                                           | inReach Messenger                                           | inReach Messenger Plus SOS                                  | inReach Messenger Plus SOS                                  |
| Handhelds & Wearables               |                            |                            |                            |                            |                                 |                                 |                                 | GPS 73                          | GPS 73                          | GPS 73                          | GPS 73                          | GPS 73                          | GPS 73                          | GPS 73                          | GPS 73                          | GPS 73                          | GPS 73                               | GPS 73                               | GPS 73                               | GPS 73                               | GPS 73                               | GPS 73                               | GPS 73                               | GPS 73                               | GPS 73                               | GPS 73                               | GPS 73                               | GPS 73                               | GPS 73                               | GPS 73                               | GPS 73                               | GPSmap 79s / 79sc                    | GPSmap 79s / 79sc                    | GPSmap 79s / 79sc                    | GPSmap 79s / 79sc                    | GPSmap 79s / 79sc                    | GPSmap 79s / 79sc                    | GPSmap 79s / 79sc                          | GPSmap 79s / 79sc                                           | GPSmap 79s / 79sc                                           | GPSmap 79s / 79sc                                           | GPSmap 79s / 79sc                                           | GPSmap 79s / 79sc                                           |

## Aviation

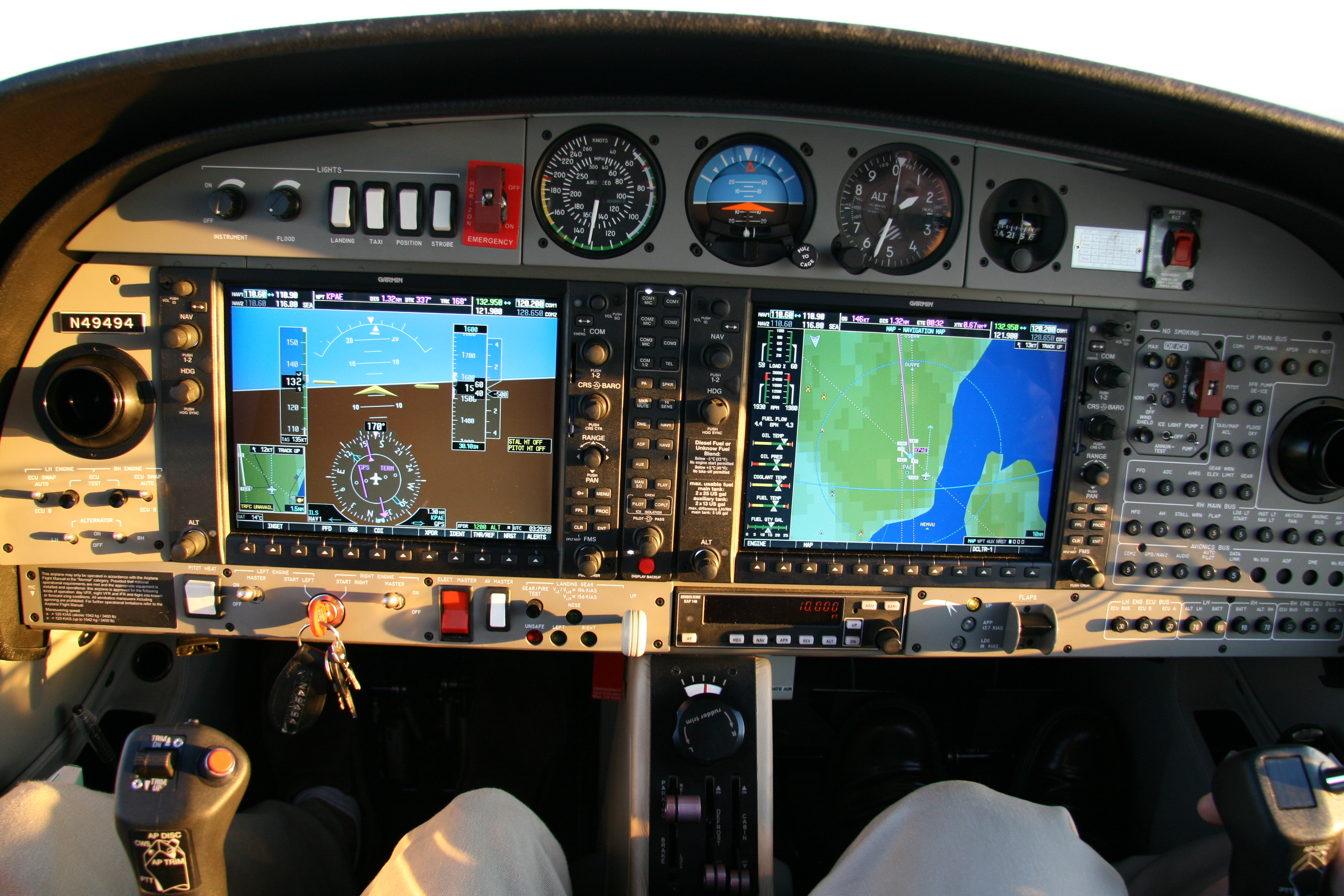
Garmin G1000 in einer Diamond DA42. Linker Bildschirm: Primary Flight Display, rechts das Multifunction-Display (2007)
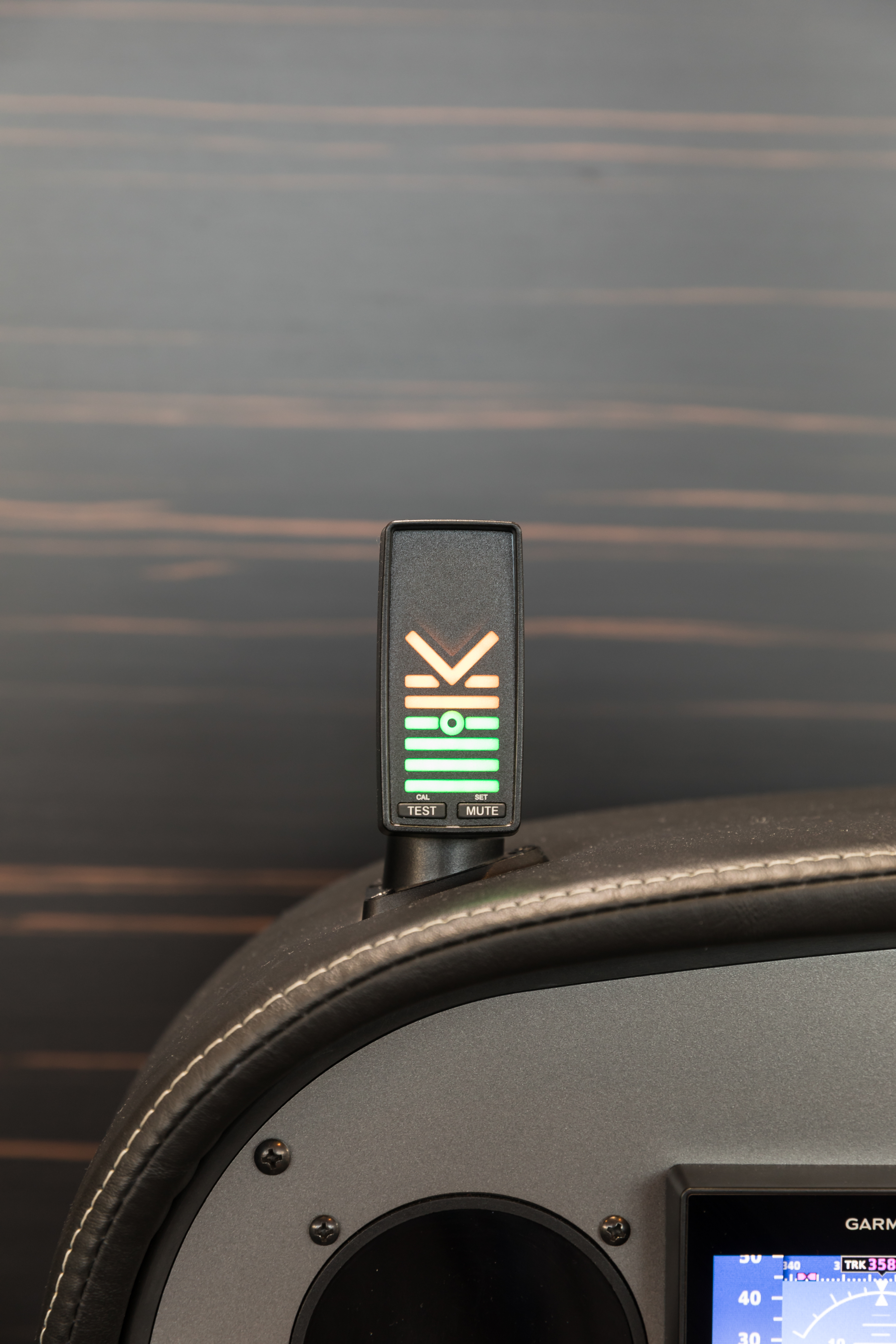
Die Anstellwinkelanzeige des „G3X“ auf der AERO Friedrichshafen (2018)

| Aviation                   | Aviation                                           | Aviation                                           | Aviation                                           | Aviation                                           | Aviation                                           | Aviation                                           | Aviation                                           | Aviation                                           | Aviation                                           | Aviation                                           | Aviation                                           | Aviation                                           | Aviation                                           | Aviation                                           | Aviation                                           | Aviation                                           | Aviation                                           | Aviation                                           | Aviation                                           | Aviation                                           | Aviation                                           | Aviation                                           | Aviation                                           | Aviation                                           | Aviation                                           | Aviation                                           | Aviation                                           | Aviation                                           | Aviation                                           | Aviation                                           | Aviation                                           | Aviation                                           | Aviation                                           | Aviation                                           | Aviation                                           | Aviation                                           | Aviation                                           | Aviation                                           | Aviation                                           | Aviation                                           | Aviation                                           | Aviation                                           | Aviation                                           |
| -------------------------- | -------------------------------------------------- | -------------------------------------------------- | -------------------------------------------------- | -------------------------------------------------- | -------------------------------------------------- | -------------------------------------------------- | -------------------------------------------------- | -------------------------------------------------- | -------------------------------------------------- | -------------------------------------------------- | -------------------------------------------------- | -------------------------------------------------- | -------------------------------------------------- | -------------------------------------------------- | -------------------------------------------------- | -------------------------------------------------- | -------------------------------------------------- | -------------------------------------------------- | -------------------------------------------------- | -------------------------------------------------- | -------------------------------------------------- | -------------------------------------------------- | -------------------------------------------------- | -------------------------------------------------- | -------------------------------------------------- | -------------------------------------------------- | -------------------------------------------------- | -------------------------------------------------- | -------------------------------------------------- | -------------------------------------------------- | -------------------------------------------------- | -------------------------------------------------- | -------------------------------------------------- | -------------------------------------------------- | -------------------------------------------------- | -------------------------------------------------- | -------------------------------------------------- | -------------------------------------------------- | -------------------------------------------------- | -------------------------------------------------- | -------------------------------------------------- | -------------------------------------------------- | -------------------------------------------------- |
|                            | 2014                                               | 2014                                               | 2014                                               | 2014                                               | 2015                                               | 2015                                               | 2015                                               | 2015                                               | 2016                                               | 2016                                               | 2016                                               | 2016                                               | 2017                                               | 2017                                               | 2017                                               | 2017                                               | 2018                                               | 2018                                               | 2018                                               | 2018                                               | 2019                                               | 2019                                               | 2019                                               | 2019                                               | 2020                                               | 2020                                               | 2020                                               | 2020                                               | 2021                                               | 2021                                               | 2021                                               | 2021                                               | 2022                                               | 2022                                               | 2022                                               | 2022                                               | 2023                                               | 2023                                               | 2023                                               | 2024                                               | 2024                                               | 2024                                               | 2024                                               |
| 1                          | 2                                                  | 3                                                  | 4                                                  | 1                                                  | 2                                                  | 3                                                  | 4                                                  | 1                                                  | 2                                                  | 3                                                  | 4                                                  | 1                                                  | 2                                                  | 3                                                  | 4                                                  | 1                                                  | 2                                                  | 3                                                  | 4                                                  | 1                                                  | 2                                                  | 3                                                  | 4                                                  | 1                                                  | 2                                                  | 3                                                  | 4                                                  | 1                                                  | 2                                                  | 3                                                  | 4                                                  | 1                                                  | 2                                                  | 3                                                  | 4                                                  | 1                                                  | 2                                                  | 3                                                  | 1                                                  | 2                                                  | 3                                                  | 4                                                  |                                                    |
| ADS-B & Transponder        |                                                    |                                                    |                                                    |                                                    |                                                    |                                                    |                                                    |                                                    | GTX 345 / GTX 335 Transponder                      | GTX 345 / GTX 335 Transponder                      | GTX 345 / GTX 335 Transponder                      | GTX 345 / GTX 335 Transponder                      | GTX 345 / GTX 335 Transponder                      | GTX 345 / GTX 335 Transponder                      | GTX 345 / GTX 335 Transponder                      | GTX 345 / GTX 335 Transponder                      | GTX 345 / GTX 335 Transponder                      | GTX 345 / GTX 335 Transponder                      | GTX 345 / GTX 335 Transponder                      | GTX 345 / GTX 335 Transponder                      | GTX 345 / GTX 335 Transponder                      | GPS 175 / GNX 375 GPS Navigator                    | GPS 175 / GNX 375 GPS Navigator                    | GPS 175 / GNX 375 GPS Navigator                    | GPS 175 / GNX 375 GPS Navigator                    | GPS 175 / GNX 375 GPS Navigator                    | GPS 175 / GNX 375 GPS Navigator                    | GPS 175 / GNX 375 GPS Navigator                    | GPS 175 / GNX 375 GPS Navigator                    | GPS 175 / GNX 375 GPS Navigator                    | GPS 175 / GNX 375 GPS Navigator                    | GPS 175 / GNX 375 GPS Navigator                    | GPS 175 / GNX 375 GPS Navigator                    | GPS 175 / GNX 375 GPS Navigator                    | GPS 175 / GNX 375 GPS Navigator                    | GPS 175 / GNX 375 GPS Navigator                    | GPS 175 / GNX 375 GPS Navigator                    | GPS 175 / GNX 375 GPS Navigator                    | GPS 175 / GNX 375 GPS Navigator                    | GPS 175 / GNX 375 GPS Navigator                    | GPS 175 / GNX 375 GPS Navigator                    | GPS 175 / GNX 375 GPS Navigator                    | GPS 175 / GNX 375 GPS Navigator                    |
| ADS-B & Transponder        |                                                    |                                                    |                                                    |                                                    |                                                    |                                                    |                                                    |                                                    |                                                    |                                                    |                                                    |                                                    |                                                    |                                                    |                                                    | GDL 50                                             |                                                    |                                                    |                                                    |                                                    |                                                    |                                                    |                                                    |                                                    |                                                    |                                                    |                                                    |                                                    |                                                    |                                                    |                                                    |                                                    |                                                    |                                                    |                                                    |                                                    |                                                    |                                                    |                                                    |                                                    |                                                    |                                                    |                                                    |
| ADS-B & Transponder        |                                                    |                                                    |                                                    |                                                    |                                                    |                                                    |                                                    |                                                    |                                                    |                                                    |                                                    |                                                    |                                                    | GDL 51 / 51R / 52 / 52 R / 82                      |                                                    |                                                    |                                                    |                                                    |                                                    |                                                    |                                                    |                                                    |                                                    |                                                    |                                                    |                                                    |                                                    |                                                    |                                                    |                                                    |                                                    |                                                    |                                                    |                                                    |                                                    |                                                    |                                                    |                                                    |                                                    |                                                    |                                                    |                                                    |                                                    |
| Flugdecks & Displays       | G3X Touch                                          | G3X Touch                                          | G3X Touch                                          | G3X Touch                                          | G3X Touch                                          | G3X Touch                                          | G3X Touch                                          | G3X Touch                                          | G3X Touch                                          | G3X Touch                                          | G3X Touch                                          | G3X Touch                                          | G3X Touch                                          | G3X Touch                                          | G3X Touch                                          | G3X Touch                                          | G3X Touch                                          | G3X Touch                                          | G3X Touch                                          | G3X Touch                                          | G3X Touch                                          | G3X Touch                                          | G3X Touch                                          | G3X Touch                                          | G3X Touch                                          | G3X Touch                                          | G3X Touch                                          | G3X Touch                                          | G3X Touch                                          | G3X Touch                                          | G3X Touch                                          | G3X Touch                                          | G3X Touch                                          | G3X Touch                                          | G3X Touch                                          | G3X Touch                                          | G3X Touch                                          | G3X Touch                                          | G3X Touch                                          | G3X Touch                                          | G3X Touch                                          | G3X Touch                                          | G3X Touch                                          |
| Flugdecks & Displays       |                                                    |                                                    |                                                    |                                                    |                                                    |                                                    |                                                    |                                                    |                                                    |                                                    |                                                    |                                                    | G1000 NXi                                          | G1000 NXi                                          | G1000 NXi                                          | G1000 NXi                                          |                                                    |                                                    |                                                    | G700 TXi                                           | G700 TXi                                           | G700 TXi                                           | G700 TXi                                           | G700 TXi                                           | G700 TXi                                           | G700 TXi                                           | G700 TXi                                           | G500 TXi / G6000 TXi                               | G500 TXi / G6000 TXi                               | G500 TXi / G6000 TXi                               | G500 TXi / G6000 TXi                               | G500 TXi / G6000 TXi                               | G500 TXi / G6000 TXi                               | G500 TXi / G6000 TXi                               | G500 TXi / G6000 TXi                               | G500 TXi / G6000 TXi                               | G500 TXi / G6000 TXi                               | G500 TXi / G6000 TXi                               | G500 TXi / G6000 TXi                               | G500 TXi / G6000 TXi                               | G500 TXi / G6000 TXi                               | G500 TXi / G6000 TXi                               | G500 TXi / G6000 TXi                               |
| Flugdecks & Displays       |                                                    |                                                    |                                                    |                                                    |                                                    |                                                    |                                                    |                                                    |                                                    |                                                    |                                                    |                                                    |                                                    |                                                    |                                                    | G500H TXi / G1000H NXi                             |                                                    |                                                    |                                                    |                                                    |                                                    |                                                    |                                                    |                                                    |                                                    |                                                    |                                                    |                                                    |                                                    |                                                    |                                                    |                                                    |                                                    |                                                    |                                                    |                                                    |                                                    |                                                    |                                                    |                                                    |                                                    |                                                    |                                                    |
| Flugdecks & Displays       |                                                    |                                                    |                                                    |                                                    |                                                    |                                                    |                                                    |                                                    |                                                    |                                                    |                                                    | G5000 Citation Excel & Citation XLS                | G5000 Citation Excel & Citation XLS                | G5000 Citation Excel & Citation XLS                | G5000 Citation Excel & Citation XLS                | GHD 2100                                           | GHD 2100                                           | G3000H                                             | G3000H                                             | G3000H                                             | G3000H                                             | G3000H                                             | G3000H                                             | G3000H                                             | G3000H                                             | G3000H                                             | G3000H                                             | G3000H                                             | G3000H                                             | G3000H                                             | G3000H                                             | G3000H                                             | G3000H                                             | G3000H                                             | G3000H                                             | G3000H                                             | G3000H                                             | G3000H                                             | G3000H                                             | G3000H                                             | G3000H                                             | G3000H                                             | G3000 Prime                                        |
| Fluginstrumente            |                                                    |                                                    |                                                    |                                                    |                                                    |                                                    |                                                    |                                                    |                                                    |                                                    |                                                    |                                                    |                                                    |                                                    |                                                    |                                                    |                                                    |                                                    |                                                    |                                                    |                                                    |                                                    |                                                    |                                                    | GI 275                                             | GI 275                                             | GI 275                                             | GI 275                                             | GI 275                                             | GI 275                                             | GI 275                                             | GI 275                                             | GI 275                                             | GI 275                                             | GI 275                                             | GI 275                                             | GI 275                                             | GI 275                                             | GI 275                                             | GI 275                                             | GI 275                                             | GI 275                                             | GI 275                                             |
| Motoranzei-gensysteme      | GX3 Touch                                          | GX3 Touch                                          | GX3 Touch                                          | GX3 Touch                                          | GX3 Touch                                          | GX3 Touch                                          | GX3 Touch                                          | GX3 Touch                                          | GX3 Touch                                          | GX3 Touch                                          | GX3 Touch                                          | GX3 Touch                                          | GX3 Touch                                          | GX3 Touch                                          | GX3 Touch                                          | EIS TXi                                            | EIS TXi                                            | EIS TXi                                            | EIS TXi                                            | EIS TXi                                            | EIS TXi                                            | EIS TXi                                            | EIS TXi                                            | EIS TXi                                            | EIS TXi                                            | EIS TXi                                            | EIS TXi                                            | EIS TXi                                            | EIS TXi                                            | EIS TXi                                            | EIS TXi                                            | EIS TXi                                            | EIS TXi                                            | EIS TXi                                            | EIS TXi                                            | EIS TXi                                            | EIS TXi                                            | EIS TXi                                            | EIS TXi                                            | EIS TXi                                            | EIS TXi                                            | EIS TXi                                            | EIS TXi                                            |
| Navigation & Radios        |                                                    |                                                    |                                                    |                                                    |                                                    |                                                    |                                                    |                                                    |                                                    |                                                    |                                                    |                                                    |                                                    |                                                    |                                                    |                                                    |                                                    |                                                    |                                                    |                                                    |                                                    |                                                    |                                                    |                                                    | GTN 650 Xi / GTN 750 Xi                            | GTN 650 Xi / GTN 750 Xi                            | GTN 650 Xi / GTN 750 Xi                            | GTN 650 Xi / GTN 750 Xi                            | GTN 650 Xi / GTN 750 Xi                            | GTN 650 Xi / GTN 750 Xi                            | GTN 650 Xi / GTN 750 Xi                            | GTN 650 Xi / GTN 750 Xi                            | GTN 650 Xi / GTN 750 Xi                            | GTN 650 Xi / GTN 750 Xi                            | GTN 650 Xi / GTN 750 Xi                            | GTN 650 Xi / GTN 750 Xi                            | GTN 650 Xi / GTN 750 Xi                            | GTN 650 Xi / GTN 750 Xi                            | GTN 650 Xi / GTN 750 Xi                            | GTN 650 Xi / GTN 750 Xi                            | GTN 650 Xi / GTN 750 Xi                            | GTN 650 Xi / GTN 750 Xi                            | GTN 650 Xi / GTN 750 Xi                            |
| Navigation & Radios        |                                                    |                                                    |                                                    |                                                    |                                                    |                                                    |                                                    |                                                    |                                                    |                                                    |                                                    |                                                    |                                                    |                                                    |                                                    |                                                    |                                                    |                                                    |                                                    | GPS 175 / GNX 375                                  |                                                    |                                                    |                                                    |                                                    |                                                    |                                                    |                                                    |                                                    |                                                    |                                                    |                                                    |                                                    |                                                    |                                                    |                                                    |                                                    |                                                    |                                                    |                                                    |                                                    |                                                    |                                                    |                                                    |
| Navigation & Radios        |                                                    |                                                    |                                                    |                                                    |                                                    |                                                    |                                                    |                                                    |                                                    |                                                    |                                                    |                                                    |                                                    |                                                    |                                                    |                                                    |                                                    |                                                    |                                                    |                                                    |                                                    |                                                    | GNC 355 GPS                                        | GNC 355 GPS                                        | GNC 355 GPS                                        | GNC 355 GPS                                        | GNC 355 GPS                                        | GNC 355 GPS                                        | GNC 355 GPS                                        | GNC 355 GPS                                        | GNC 355 GPS                                        | GNC 355 GPS                                        | GNC 355 GPS                                        | GNC 355 GPS                                        | GNC 355 GPS                                        | GNC 355 GPS                                        | GNC 355 GPS                                        | GNC 355 GPS                                        | GNC 355 GPS                                        | GNC 215                                            | GNC 215                                            | GNC 215                                            | GNC 215                                            |
| Navigation & Radios        |                                                    |                                                    |                                                    |                                                    |                                                    |                                                    |                                                    |                                                    |                                                    |                                                    |                                                    |                                                    |                                                    |                                                    |                                                    |                                                    |                                                    |                                                    |                                                    |                                                    |                                                    |                                                    |                                                    |                                                    |                                                    |                                                    |                                                    |                                                    |                                                    |                                                    |                                                    |                                                    |                                                    |                                                    |                                                    |                                                    |                                                    |                                                    |                                                    | GTR 205                                            | GTR 205                                            | GTR 205x / GTR 205xR                               | GTR 205x / GTR 205xR                               |
| Autopiloten                |                                                    |                                                    |                                                    |                                                    |                                                    |                                                    |                                                    |                                                    |                                                    |                                                    |                                                    |                                                    |                                                    |                                                    | GFC 500 / GFC 600                                  | GFC 500 / GFC 600                                  | GFC 500 / GFC 600                                  | GFC 500 / GFC 600                                  | GFC 500 / GFC 600                                  | GFC 500 / GFC 600                                  |                                                    |                                                    |                                                    |                                                    |                                                    |                                                    |                                                    |                                                    |                                                    |                                                    | GFC 600H                                           | GFC 600H                                           | GFC 600H                                           | GFC 600H                                           | GFC 600H                                           | GFC 600H                                           | GFC 600H                                           | GFC 600H                                           | GFC 600H                                           | GFC 600H                                           | GFC 600H                                           | GFC 600H                                           | GFC 600H                                           |
| Audio Panels               |                                                    |                                                    |                                                    |                                                    |                                                    |                                                    |                                                    |                                                    | GMA 245 / 245R                                     | GMA 245 / 245R                                     | GMA 245 / 245R                                     | GMA 245 / 245R                                     | GMA 345 / 342                                      | GMA 345 / 342                                      | GMA 345 / 342                                      | GMA 345 / 342                                      | GMA 345 / 342                                      | GMA 345 / 342                                      | GMA 345 / 342                                      | GMA 345 / 342                                      | GMA 345 / 342                                      | GMA 345 / 342                                      | GMA 345 / 342                                      | GMA 345 / 342                                      | GMA 345 / 342                                      | GMA 345 / 342                                      | GMA 345 / 342                                      | GMA 345 / 342                                      | GMA 345 / 342                                      | GMA 345 / 342                                      | GMA 345 / 342                                      | GMA 345 / 342                                      | GMA 345 / 342                                      | GMA 345 / 342                                      | GMA 345 / 342                                      | GMA 345 / 342                                      | GMA 345 / 342                                      | GMA 345 / 342                                      | GMA 345 / 342                                      | GMA 345 / 342                                      | GMA 345 / 342                                      | GMA 345 / 342                                      | GMA 345 / 342                                      |
| Wetter                     |                                                    |                                                    |                                                    |                                                    | GDL 84                                             | GDL 84                                             | GDL 84                                             | GDL 84                                             | GTX 345 / GTX 335                                  | GTX 345 / GTX 335                                  | GTX 345 / GTX 335                                  | GTX 345 / GTX 335                                  | GTX 345 / GTX 335                                  | GTX 345 / GTX 335                                  | GTX 345 / GTX 335                                  | GTX 345 / GTX 335                                  | GTX 345 / GTX 335                                  | GTX 345 / GTX 335                                  | GWX 75                                             | GWX 75                                             | GWX 75                                             | GWX 75                                             | GWX 75                                             | GWX 75                                             | GWX 75                                             | GWX 75                                             | GWX 75                                             | GWX 75                                             | GWX 75                                             | GWX 8000 StormOptix                                | GWX 8000 StormOptix                                | GWX 8000 StormOptix                                | GWX 8000 StormOptix                                | GWX 8000 StormOptix                                | GWX 8000 StormOptix                                | GWX 8000 StormOptix                                | GWX 8000 StormOptix                                | GWX 8000 StormOptix                                | GWX 8000 StormOptix                                | GWX 8000 StormOptix                                | GWX 8000 StormOptix                                | GWX 8000 StormOptix                                | GWX 8000 StormOptix                                |
| Wetter                     |                                                    |                                                    |                                                    |                                                    |                                                    |                                                    | GSX 70                                             |                                                    |                                                    |                                                    |                                                    |                                                    |                                                    |                                                    |                                                    |                                                    |                                                    |                                                    |                                                    |                                                    |                                                    |                                                    |                                                    |                                                    |                                                    |                                                    |                                                    |                                                    |                                                    |                                                    |                                                    |                                                    |                                                    |                                                    |                                                    |                                                    |                                                    |                                                    |                                                    |                                                    |                                                    |                                                    |                                                    |
| Wetter                     |                                                    |                                                    |                                                    |                                                    |                                                    |                                                    |                                                    |                                                    |                                                    | GTX 45R / GTX 35R                                  |                                                    |                                                    |                                                    |                                                    |                                                    |                                                    |                                                    |                                                    |                                                    |                                                    |                                                    |                                                    |                                                    |                                                    |                                                    |                                                    |                                                    |                                                    |                                                    |                                                    |                                                    |                                                    |                                                    |                                                    |                                                    |                                                    |                                                    |                                                    |                                                    |                                                    |                                                    |                                                    |                                                    |
| Wetter                     |                                                    |                                                    |                                                    |                                                    |                                                    |                                                    |                                                    |                                                    |                                                    |                                                    |                                                    |                                                    |                                                    |                                                    | GDL 52 / GDL 52R                                   |                                                    |                                                    |                                                    |                                                    |                                                    |                                                    |                                                    |                                                    |                                                    |                                                    |                                                    |                                                    |                                                    |                                                    |                                                    |                                                    |                                                    |                                                    |                                                    |                                                    |                                                    |                                                    |                                                    |                                                    |                                                    |                                                    |                                                    |                                                    |
| Datenlinks & Konnektivität |                                                    |                                                    | Flight Stream 110 / 210                            | Flight Stream 110 / 210                            | Flight Stream 110 / 210                            | Flight Stream 110 / 210                            | Flight Stream 110 / 210                            | Flight Stream 110 / 210                            | Flight Stream 110 / 210                            | Flight Stream 110 / 210                            | Fight Stream 510                                   | Fight Stream 510                                   | Fight Stream 510                                   | Fight Stream 510                                   | Fight Stream 510                                   | Fight Stream 510                                   | Fight Stream 510                                   | Fight Stream 510                                   | Fight Stream 510                                   | Fight Stream 510                                   | Fight Stream 510                                   | Fight Stream 510                                   | Fight Stream 510                                   | Fight Stream 510                                   | Fight Stream 510                                   | Fight Stream 510                                   | Fight Stream 510                                   | Fight Stream 510                                   | Fight Stream 510                                   | Fight Stream 510                                   | Fight Stream 510                                   | Fight Stream 510                                   | Fight Stream 510                                   | Fight Stream 510                                   | Fight Stream 510                                   | Fight Stream 510                                   | Fight Stream 510                                   | GDL 60 Datalink                                    | GDL 60 Datalink                                    | GDL 60 Datalink                                    | GDL 60 Datalink                                    | GDL 60 Datalink                                    | GDL 60 Datalink                                    |
| Aktionkamera               | Virb Elite Aviation Bundle and Aviator Action Pack | Virb Elite Aviation Bundle and Aviator Action Pack | Virb Elite Aviation Bundle and Aviator Action Pack | Virb Elite Aviation Bundle and Aviator Action Pack | Virb Elite Aviation Bundle and Aviator Action Pack | Virb Elite Aviation Bundle and Aviator Action Pack | Virb Elite Aviation Bundle and Aviator Action Pack | Virb Elite Aviation Bundle and Aviator Action Pack | Virb Elite Aviation Bundle and Aviator Action Pack | Virb Elite Aviation Bundle and Aviator Action Pack | Virb Elite Aviation Bundle and Aviator Action Pack | Virb Elite Aviation Bundle and Aviator Action Pack | Virb Elite Aviation Bundle and Aviator Action Pack | Virb Elite Aviation Bundle and Aviator Action Pack | Virb Elite Aviation Bundle and Aviator Action Pack | Virb Elite Aviation Bundle and Aviator Action Pack | Virb Elite Aviation Bundle and Aviator Action Pack | Virb Elite Aviation Bundle and Aviator Action Pack | Virb Elite Aviation Bundle and Aviator Action Pack | Virb Elite Aviation Bundle and Aviator Action Pack | Virb Elite Aviation Bundle and Aviator Action Pack | Virb Elite Aviation Bundle and Aviator Action Pack | Virb Elite Aviation Bundle and Aviator Action Pack | Virb Elite Aviation Bundle and Aviator Action Pack | Virb Elite Aviation Bundle and Aviator Action Pack | Virb Elite Aviation Bundle and Aviator Action Pack | Virb Elite Aviation Bundle and Aviator Action Pack | Virb Elite Aviation Bundle and Aviator Action Pack | Virb Elite Aviation Bundle and Aviator Action Pack | Virb Elite Aviation Bundle and Aviator Action Pack | Virb Elite Aviation Bundle and Aviator Action Pack | Virb Elite Aviation Bundle and Aviator Action Pack | Virb Elite Aviation Bundle and Aviator Action Pack | Virb Elite Aviation Bundle and Aviator Action Pack | Virb Elite Aviation Bundle and Aviator Action Pack | Virb Elite Aviation Bundle and Aviator Action Pack | Virb Elite Aviation Bundle and Aviator Action Pack | Virb Elite Aviation Bundle and Aviator Action Pack | Virb Elite Aviation Bundle and Aviator Action Pack | Virb Elite Aviation Bundle and Aviator Action Pack | Virb Elite Aviation Bundle and Aviator Action Pack | Virb Elite Aviation Bundle and Aviator Action Pack | Virb Elite Aviation Bundle and Aviator Action Pack |
| PDA                        |                                                    |                                                    |                                                    |                                                    |                                                    |                                                    |                                                    |                                                    |                                                    |                                                    |                                                    |                                                    |                                                    |                                                    |                                                    |                                                    |                                                    |                                                    |                                                    |                                                    |                                                    |                                                    | iQue 3600a / iQue 3200                             | iQue 3600a / iQue 3200                             | iQue 3600a / iQue 3200                             | iQue 3600a / iQue 3200                             | iQue 3600a / iQue 3200                             | iQue 3600a / iQue 3200                             | iQue 3600a / iQue 3200                             | iQue 3600a / iQue 3200                             | iQue 3600a / iQue 3200                             | iQue 3600a / iQue 3200                             | iQue 3600a / iQue 3200                             | iQue 3600a / iQue 3200                             | iQue 3600a / iQue 3200                             | iQue 3600a / iQue 3200                             | iQue 3600a / iQue 3200                             | iQue 3600a / iQue 3200                             | iQue 3600a / iQue 3200                             | iQue 3600a / iQue 3200                             | iQue 3600a / iQue 3200                             | iQue 3600a / iQue 3200                             | iQue 3600a / iQue 3200                             |